# 貧乏神が!
『貧乏神が!』（びんぼうがみが）は、助野嘉昭による日本の漫画作品。『ジャンプスクエア』（集英社）にて2008年7月号から2013年8月号まで連載された。

## 概要
ジャンプスクエアの前身である『月刊少年ジャンプ』2006年8月特大号に掲載された手塚賞入選作『帰って下さい。』を原案とした、人間の運を争奪するコメディ漫画。話数カウントは「Round-」で、各話のサブタイトルにはその話に出てきた台詞（決まり文句）が使われている。
『ジャンプスクエア』2008年5月号に読切『ハイド博士の実験ノート』を掲載してから、わずか2か月後に連載が決定した。連載開始から6か月連続かつカラーページ付きで掲載されたこともあり、通常のページ数を半分に分けたハーフサイズの2本立てを掲載することもある。
単行本第1巻が2008年11月4日に発売されることに伴い、『週刊少年ジャンプ』2008年49号に特別編が掲載されたほか、『ジャンプスクエア』創刊1周年記念として創刊された『ジャンプスクエアセカンド』Vol.002、Vol.003にも番外編が掲載された。
作中には、『週刊少年ジャンプ』および『ジャンプスクエア』で活躍する漫画家や漫画作品を中心としたパロディが多く盛り込まれている。また、オマージュやメタフィクション的なギャグも盛り込まれている。
『ジャンプスクエアラボ』Vol.2にてテレビアニメ化が発表され、2012年7月から9月まで放送された。また、同年に小説化されている。
2012年4月時点で累計発行部数は100万部を突破している。

## あらすじ
異常な幸運で世間のエナジーバランスを乱す桜市子のいる人間界へ、彼女を普通の人間にするために貧乏神界から貧乏神・紅葉が遣わされたことによって騒動が巻き起こされる。

## 登場キャラクター
主要の登場人物には花（植物）にちなんだ名前が付けられており、性格はその花の花言葉に由来している。また、地名や学校名は六曜に由来している。
担当声優はテレビアニメ版 / VOMIC版の順。1人しか記載されていない場合はテレビアニメ版のキャストとする。

### 主要キャラクター
桜 市子（さくら いちこ）
声 - 花澤香菜 / 名塚佳織
本作の主人公。仏女津市立泰庵高校1年A組の16歳。容姿端麗・頭脳明晰・スポーツ万能・無病息災と（表面上は）薔薇色の人生を歩んできており、「乳子（ちちこ）」という蔑称で呼ばれ、妬まれるほどの巨乳の持ち主。全ては、人間を幸せにする幸福エナジーが生まれつき異常な量で、しかも周囲の人間から幸福エナジーを吸い取るという彼女の特異体質が原因だった。そのせいで貧乏神から狙われる羽目になる。髪色はグレーで目の色は焦茶色、幸福エナジーの発動時は緑色になる(という設定。アニメ版では全編通して緑色になっている)。ただし幸福エナジーの恩恵に胡坐をかいてばかりいた訳ではなく、幼少時から自分が普通ではないことを自覚していたため、勉学においては人並み以上の努力をし、身を守るために武術も嗜んでいた様子。父・一馬によると容姿と性格は母親譲りらしい。
父が世界的ミュージシャン、母が宝石ブランドのオーナーという大金持ちの家庭に生まれ、何一つ不自由のない生活を送ってきたが、超多忙な両親はほとんど家に居なかったために、親の愛情を知らないまま育った。そのため性格はかなりひねくれていて、両親の話題に触れられると拒絶反応を起こしており、多忙な両親に代わって生まれた時から傍にいてくれた諏訪野だけが唯一心を許し、慕う人間だった。その経緯から「身勝手な親」というものに対し嫌悪感を抱き、嵐丸や撫子の家庭の事情に介入している。中学までは母親の生家に住んでいたが、高校進学と同時に家を出て今のマンションで暮らしている。
かつて些細な感情の縺れからクラスメイトの裏切り（いじめ）を受け、初恋相手との関係も破綻した過去を持つ。その出来事が深いトラウマとなり友人を作ることを恐れるようになった。そのために異性に憧れを持たれ、同性に嫌悪される高飛車な性格を作っていたが、実際は寂しがり屋。当初は無神経な面を持ち他人に無関心な性格だったが、たんぽぽ編後のあたりから紅葉に促されなくとも自身の幸福エナジーを躊躇無く使用するなど、性格の変化が見られる。素の部分で天然ボケな一面があり、その事で騒動の種になったことが多々ある。しかし、クラスメイトの恵汰や嵐丸に対しては多少近い距離を保つようになる。恵汰の家を訪れて以降自分でも理由の分からない苛立ちを覚えていたが、後にそれは自分に無い「家族」を持っていることへの羨望であると気が付いた。また、嵐丸ともイザコザがあったが彼女が自身の過去を知っても「裏切らない」と約束した事から「本当の友達」として和解している。
「道子」として石蕗家に世話になった時から恵汰に対し好意を抱くようになっているが無自覚であり、嵐丸や撫子が恵汰を巡って争っていても「楽しそう」と笑って見ていた。短気な所は相変わらずだが性格も丸くなり、友達と出掛けるようになったり食事を摂ったりする事が多くなっている。諏訪野の助言で自炊をするようになり料理が好きになっているが、料理の腕は壊滅的に下手で黒焦げになるか食べ物とは思えない物体が出来上がり、食べた者の殆どが悶絶・気絶している。
当初から付きまとってくる紅葉を煙たがっていたが、彼女との不器用な友情を見せるようになり、後に「大切な人」と思うようになってきている。そのこともあり文句を言いながらも紅葉を気にかけており「喧嘩するほど仲がいい」関係となっている。また、絆の強さを示すように呼び方も「貧乏神」→「アイツ」→「紅葉」と変わっている。
碇の一味の洗脳による裏工作でかつてのトラウマを再現したような周囲の異変に翻弄された挙句、紅葉までもが自分の目の前から消えてしまうという事実を突きつけられ、動揺し何も出来ないまま幸福エナジーを奪われてしまう。しかし神界に帰還しなかった熊谷から幸福エナジーを返され、敢えて自分を突き放した紅葉の言葉の真意に気付く。その後ボビーと熊谷から異変は碇の一味の仕業であることを知り、紅葉救出のため貧乏神界へ向かう。その際に冬服を纏い、髪を切って心機一転した。
嵐丸達の態度が変わったのが縁切り神（射干）の仕業と熊谷から説明を受け、様子を確かめるために恵汰の元に向かい、彼から告白を受ける。その後再会する事を約束して貧乏神界に出発する。恵汰の告白に「嬉しい」と返事をした後、幸福エナジーを振りまきながら行動したため、射干の洗脳を解除し周辺の人々の正気を取り戻させた。貧乏神界に到着する直前に碇の配下である沙羅と更紗の妨害を受けるが、二人に目が眩んだボビー諸共黄泉の国に落下したことで辛うじて貧乏神界に到着し儀式に乱入、焦る余りに墓穴を掘った萵苣の手によって操られた貧乏神達と戦う事となり多勢に無勢の前に追い詰められてしまう。しかし、紅葉が自身の不幸エナジーを注入し一時的に神に近い力を発揮し場を収めた。
紅葉抹殺を阻止した後、碇の一味が貧乏神界に襲来し、眼前で紅葉を始末され強制的に仏女津市へ帰還される。碇から予兆を宣言された後、文化祭で再び碇の一味と対峙し、復活した紅葉とその仲間たちと共に対決する。紅葉と共に町の人々を神格化で神に変え、碇との最後の戦いに挑む。そして全てが終結した後、紅葉と最後の一騎討ちを終え、笑顔ながらに紅葉と別れた。その後は恵汰と以前以上に親密なカップルになり、髪を切ってショートヘアにしている。また、帰国した両親や諏訪野達と一緒に暮らすことを計画中。
4月16日生まれ、身長157cm、体重48kg。血液型B型。スリーサイズはB96/W60/H85→B98/W60/H85（現在も成長中）、バストサイズはFカップ。
道子（みちこ）
水江浦島子の玉手箱によって幼児化した市子が咄嗟に名乗った偽名。紅葉から逃亡するため、石蕗家に身を寄せていた。この頃から恵汰に対して好意を抱くようになった。
紅葉（もみじ）
声 - 内山夕実 / 三瓶由布子
本作のもう1人の主人公。狂言回し。本作の原案である『帰って下さい。』内にも登場するが、容姿に大きな変わりはない。
桜市子の『他人の幸福エナジーを吸収する力を無くすこと』と『アホ程多い幸福エナジーを頂戴し元あるべき所へ返（還）すこと』の2つの使命を帯びて人間界へ訪れた貧乏神。性格は（原案と比べて）好戦的かつハイテンションなサディスト。非常に長い栗色の髪と死んだような目つきの持ち主だが、時々感情的になると澄んだ目になる。常に前髪で右目が隠れており（時折髪の下に透けて見えるが、常に閉じている）、額には「貧」という文字の入った天冠（三角布）をつけている。右腕をいつもギプスで覆っており、その下には禍々しく夥しい漢字が刻まれている。
基本的に僻みっぽくネガティブな割に行動力に溢れている上、時折テンションが上がったり無駄に明るくなるという躁鬱傾向を持つ。下っ端の貧乏神としてはかなり優秀な素質の持ち主であるらしく、災いをもたらす力である｢不幸エナジー｣を数値的に市子に匹敵するほど持っている。極度の面倒臭がり屋に見えるが実はかなり優秀で、作中でも見えない部分で果たすべき仕事はキチンとこなしている。基本的には場を混ぜっ返して騒ぎを巻き起こすトラブルメーカーだが、妙に冷静な一面を持ち時折冷静かつ的確なツッコミを行なう事も多い。貧乳であることを気にしており、「貧乳神」と呼ばれると激昂する。100年近く牛乳を飲んでいたり、各種豊胸術を試しているが成果が出ている様子はない（本人談）。数々の貧乏神道具を所持しているが、全て個人負担で購入している。飲酒が好きらしく、作中でもボビー達と酒盛りをしたり一人で晩酌をしたりしている。
市子の学校に転入してくる際の名前は「貧保田 紅葉（びんぼだ もみじ）」（「貧困川」や「貧血川」などに変わることもある）。制服は指定のブレザーではなく古めかしいセーラー服を着用しており、市子と同じクラスに所属。下ネタ好きで、自己紹介の時に好きな体位を松葉崩しと答えようとしたが先生に遮られた。また、人間の女性と同じく生理があり本人曰く「軽い方」らしいが、実際はそうでもない様子。人間界に来た当初は川原で寝泊りしていた。様々な出来事を経て市子と信頼関係を築いた現在は彼女の家の押入れに居候している。歌が上手く、クラスメイトとカラオケに行った時には涙を誘うほどの歌唱力を見せた。山吹に対して上司として余り尊敬をしていない態度を取っているが、幼少期に彼女に説かれた「貧乏神の在り方」に感銘を受けたり、彼女の好きなアーティストのCDやグッズを送ったりしている（サボりがちだが）。
人間界で体を洗われると貧乏神の力を失ってしまい、性格も変わってしまう。そのため風呂に入ることを嫌っており、かれこれ3年は入浴していない。しかし銭湯を訪れた市子と嵐丸に体を洗われてしまい「裏紅葉」が出現、恵汰も気付かなかったほど綺麗になった上、クラスメイトらからも好感を得るほどの美しい女性となった。ただし、力を失ってから168時間以上が経過すると人間になってしまう上、“ヒトガタ”と呼ばれる憑依している人形から出られなくなってしまう。
当初は「人間」というものに対して期待をしておらず、市子の事も「標的」としか認識していなかった。自分の言葉に全く耳を貸さず、時に返り討ちに遭わせる市子に対してかなり敵対的だったが、市子の人間的な成長と良い方向への変化を観察するに従い態度が変化して来ており、山吹や福の神側が市子を拘束しようとした際には協力して戦ったり、発破を掛けて奮起させたりするなど、狙う・狙われるの関係から次第にパートナー・相棒とも呼ぶべき存在になってきている。独自の調査で市子の人生が仕組まれている事実に気付き、それからはあくまで彼女を導くスタンスを取るようになる。そのため以前と共通して自ら憎まれ役を買いつつ、叱咤激励を受けさせている。
出生には秘密があり、実は先代長の銀杏が戦いの末に切り離した碇の半分の力が神となって生まれた半身とも言える存在。そのため他の貧乏神よりも強い力を秘めており、普通の貧乏神なら一つで済む封印が右手だけでなく右目にも施されており、右目には「封」の文字が刻まれている。半身として生まれた紅葉の死は碇の死に繋がるという理由により、「碇を消滅させるために紅葉を消滅させる」という命が出たため萵苣に連れられて貧乏神界に戻る事になり、その際に市子の幸福エナジーを奪った。しかし実際は芝居であり、市子にメッセージを残し奪ったエナジーを熊谷に預け貧乏神界に帰還した。
貧乏神界に帰還後、仲間達と再会し黒百合に萵苣の動向を見守るように耳打ちをしている。儀式が行われる直前に市子が介入して来た際に、「助けて欲しい」と自身の言葉を市子に伝え、彼女と共に窮地を脱出するが、碇の襲来により黄泉送りとなる。しかし、それは「今の段階では碇（の一味）に勝てない」と判断した上での敗退で、自身と同じく黄泉送りとなった仲間を復活させるためにボビーを覚醒させ、現世での復活を果たした。
その後文化祭で再び碇の一味と対峙し、市子や仲間たちと共に対決する。市子と共に町の人々を神格化で神に変え、碇との最後の戦いに挑む。そして全てが終結した後、突如姿を消すが市子と最後の一騎討ちを終え、笑顔ながらに別れ、再び貧乏神として活動している。
12月22日生まれ、人型時は身長157cm、体重39kg。スリーサイズはB78/W58/H79、バストサイズはAAカップで、幼児化した市子と比べても引き分けるほどの貧乳。アニメでは左利き。人魂フォーム時は「モノノケフォーム」「ヒトダマフォーム」の2パターンあり、壁などをすり抜けられる「ヒトダマフォーム」に対し、「モノノケフォーム」では建物を破壊するほどの威力を持つ。 
裏紅葉
市子と嵐丸に体を洗われ、貧乏神の力を失った紅葉。表紅葉（通常時）の状態の時の記憶は残っているが（逆に裏紅葉の時の記憶も表紅葉に残る）、表紅葉とは全くの別人格である。性格は表紅葉と正反対で、市子から幸福エナジーを奪ったりするどころか、むしろ市子に交友を求めるほど温厚になっている。学校内では市子の制服を着用しており、天冠(三角布)はしていない。また、成績優秀な優等生である。表裏共通して料理上手でもある。表紅葉に戻る寸前に市子に伝えた「自分の事しか考えなければ、誰かを幸せには出来ない」という言葉は彼女のその後の生き方に影響を及ぼしている。
熊谷（くまがい）
紅葉の使い魔。一見すると、趣味の悪いテディベア。顔に縫い目が入っている。本作の原案である『帰って下さい。』内にも登場するが、容姿や性格（そもそも不明）ともに大きな変わりはない。
自立行動をし、喋らないが筆談によって意思疎通を可能とする。腹部の糸がほつれており綿がはみ出しているが、その腹中に紅葉の貧乏神道具を仕込んでいる（道具を使う際、紅葉は熊谷の腹に手を突っ込んで道具を引っ張り出す）。使い魔としてはかなりの実力を持っているようで、上司である山吹の使い魔をタイマンで撃破したことがある。相棒である紅葉を危険から逃すための捨て石になったり、自分をおざなりに扱う紅葉に呆れ家出した際も不良に絡まれていた少女を助けるなど、ハードボイルドで男気のある性格の持ち主。
紅葉同様に身体を洗われると愛嬌ある姿に変わり、喋りはしないものの「きゅ」などといった鳴き声を上げ、筆談をしなくなる。紅葉が市子らに体を洗われた際に熊谷もついでに洗われてしまい見違えるほどの姿となったが、ひょんなことからゴミ収集車の中に巻き込まれてしまう。しかし全身が汚れたことにより、通常の姿を取り戻した。
貧乏神界に帰還した紅葉の指示で彼女とは別行動を取り託された市子の幸福エナジーを市子に返却。市子を貧乏神界に案内するために、魂をヒトガタに移し人（自身の性格を表すような青年）の姿になる。冷静な判断で市子を導くが、ポジションは紅葉と同じである。
9月25日生まれ、身長60cm、体重は増えたり減ったりするために計測不能。
石蕗 恵汰（つわぶき けいた）
声 - 内山昂輝
市子のクラスメイト。出席番号15番。徳川埋蔵金を探しに行った両親の代わりに借金返済と4人の弟妹たち（後述）を育てるため、年齢を偽って複数のアルバイトをしている。そのため夜勤をすることも珍しくなく、学校では寝てばかりいる。貧しさを苦にしない、前向きで優しく家族思いな性格をしている。兄バカの気があり、下の妹弟達に甘い部分がある。それ故に銭湯で犬神が（紅葉を助けるためとはいえ）女湯に入り込んで追い返された時は、妹の裸を見られたと激怒し、彼をボコボコにしたことがある。作中でも比較的常識人の部類に入り、登場人物たちの奇行にツッコミを入れるツッコミ役であるが、金銭が絡むとボケに回る事がある。学校でイベントが起きた際には毎回といっていいほど商売を行なっている。両親に放ったらかしにされている状況は市子と似ているが、彼女とは違いあまり嫌悪感を持っておらず「下の弟や妹の事を考えたら居て欲しい」と述べている。道端で困っている人を助けるなど親切な一面を持つが、見返りを期待するなどちゃっかりした部分も併せ持ち、頭の中で謝礼を貰う想像をしていることが多い。苦労している影響か常に落ち着いた性格で、神々が引き起こす騒動の前でも涼しい顔をし冷静に判断するが、根は曲がった事が許せない正義感が強い性格の人物であり紅葉や撫子と同じく市子救出に参加したりしている。たんぽぽ編にて、誰もがスルーしていた紅葉の額に付いている三角布に書かれた「貧」マークについて指摘し、紅葉から「自分達は未来から来た」というハッタリを聞かされ、衝撃を受けたものの素直に信じている。
本人は自覚していないが整った容姿をした美形で、同年代と比べ大人びた容姿をしているが本人は「老け顔」と思い込んでおり、密かに気にしている。夏休みに市子に誘われ宙汰を連れて諏訪野の田舎に行こうとした際、言い争っている姿を主婦達に目撃され、「夫婦」と勘違いされた。また諏訪野と初対面した際、彼の友人からも「不倫夫」扱いされ一触即発となった。
アルバイトのために部活には所属していないが、幼少時にはサッカークラブに所属しておりサッカー部の同級生から「結構上手い」と評されており、時折助っ人を頼まれるなど現在でも高い運動能力を持つ。サッカーは現在も好きなようで、たんぽぽ編で大金持ちになった際にフットサルコートで汗を流していた。市子がたんぽぽ達に連れ去られそうになった際には、ボビーから借りた数珠で強化された脚力でサッカーボールをシュートし門（ゲート）を破壊して足止めしている。また体育祭の騒動で文車妖妃との戦いの際、紅葉から貧乏神道具である「脳内神経伝達物質活性化団服セット・飛璃雄殿夢光江（ピリオドの向こうへ）」を譲り受け、市子（中身はボビー）の応援を受けた事でパワーアップしそのまま撃退している。
市子に対しては当初から隣の席であったが「男子にチヤホヤされている女子」位の面識しか持たず、然程関心を持っては居なかった。自身が落とした生徒手帳を市子が届けに来た時「貧乏」を揶揄する発言をした彼女と大喧嘩をするが、弟の龍汰が助けてもらった際には素直に礼を言っている。その後は市子の複雑な（難儀な）性格を次第に理解したのか、彼女を友人として接するようになる。様々な出来事を経て市子を異性として意識し始め、彼女との交流や巻き起こる騒動を過ごし相思相愛の仲となった。しかし互いに相手が自分に好意を持っていると思っていなかったために、進展していなかったが幽霊の青木との邂逅で多少距離が縮まっている。後に自分の好意を告白しようとしたが、それを見咎めた碇によって市子に関する記憶を消されてしまう。だが皮肉にも射干の洗脳の対象にされず、貧乏神界突入前の市子に会ったことで彼女との記憶を取り戻し、自分の好意を告白した。
貧乏暮しであるが、プロフィールが示すように、その割には体格が良く、風呂場で石蕗の裸をみた嵐丸も恋愛を抜きに評価していた。
11月9日生まれ、身長180cm、体重72kg。血液型O型。
龍胆 嵐丸（りんどう らんまる）
声 - 戸松遥
市子のクラスに転校してきた、正義感に溢れた女子生徒。特技は空手で、将来の夢は経営破綻した実家の空手道場の再建。一人称が「俺」で男性的な名前、一本気で男勝りな性格と体格の良さ、晒を巻いた長ラン（学ラン）姿 のために男性同様の扱いを受けることも多く、クラスの女子生徒から絶大な人気を得ている。しかし本人は女性らしい容姿や格好をすることに密かに憧れている。牡丹からは初対面の際に「ゴリラ女」と言われてしまい、「ゴリ子さん」という呼び方が定着してしまった。
幼少の頃に母親を亡くしてからは父子家庭で育ち、師範である父親から空手を叩き込まれたお蔭で異常ともいえる運動神経・身体能力を持っており、マンション13階から転落しても生きているほどの頑丈な体をしている。かなりの怪力の持ち主で、作中でも紅葉から貸し与えられた貧乏神道具や桃央から譲渡された犬笛を破壊している。また登場する際には、必ず一昔前の決め台詞を叫んでいる。撫子によると国語の成績は悪いらしく、編入試験も「気合い」で乗り切ったと質問コーナーで本人が述べている。身体能力がかなり高めで神々とも互角に戦えるほどだが、幼少期に父親の特訓のせいで溺れてしまったトラウマにより泳ぐ事が出来ないカナヅチという弱点がある。また、歓迎会が開かれてカラオケに行った際に音痴である事が判明している。また本人によると家事が苦手らしい。
女性らしい恰好をすれば、かなりの美少女であり、道行く男性からも視線を向けられていた。後述のプロフィールからもスタイルがよく、梨香からは市子だけではなく嵐丸のこともコンプレックスの目で見られた。
市子のひねくれた性格を叩きなおそうと彼女に決闘を挑むも、大量の幸福エナジーを纏った彼女に勝てるはずもなく、見事惨敗してしまう。また、父・巌十郎とのいざこざに市子が介入してきた件を境に、市子に対して妙な友情を抱くようになる。その後市子の過去のトラウマを知り、自分は裏切らないと約束を交わす。紅葉ともそれなりの付き合いがあり、貧乏神であることも名乗られたが、嵐丸自身は宗教か何かだと思っている。恵汰には恋心を抱いている模様で、彼の前では普通の恋する女子になる。後に恵汰が誰を見ているのかに気付き、自身は身を引くような発言をし彼に発破をかけている。
射干の洗脳により市子に暴力を振るい拒絶するという愚行を行ってしまい、彼女との写真すら捨ててしまう。しかし市子の幸福エナジーで正気を取り戻し、自らが（洗脳されていたとはいえ）犯してしまった取り返しのつかない事態を後悔し市子の家に向かうが、彼女は既に貧乏神界に向かってしまっており謝罪する事が出来ず、何も出来ない自分にジレンマを抱えるようになる。その後は文化祭で市子と再会した際は土下座で謝罪し、再び和解を果たした。自身を洗脳し市子との縁を切った張本人である射干と対峙する。
全てが終結した後、紅葉と共に姿を消した桃央を忘れられずにいたが、その直後涙ながらに桃央と再会を果たした。その後は以前と打って変わって女の子らしくなり、女子の制服を着て髪をポニーテールにしている が、男勝りな所は変わっていない模様。
8月23日生まれ、身長171cm、体重54kg。血液型B型。スリーサイズはB89/W61/H87。
艶光路 撫子（あでのこうじ なでしこ）
声 - 神田沙也加
市子のクラスメイト。B組に在籍している紫苑は彼女の従弟。大財閥の一人娘であり、お嬢様らしくワガママかつ泣き虫な性格で、ある意味で市子と同じような境遇を持つ。背は低く、縦ロールの髪にうさぎのぬいぐるみに似た髪飾りをつけているのが特徴。小学生と見間違われる程の低身長かつ幼児体型であり、本人もかなり気にしている。牡丹からは初対面の際に「発育途上ロリータ」と言われ、それ以降は「ロリ子さん」と呼ばれている。
6歳の頃に恵汰と出会い、怪我をしそうになった所を助けられる。その際は名乗れないまま別れを告げてしまったがそれ以後ずっと彼に想いを寄せており、彼に近付く女性に嫌がらせを仕掛けたり、近付けないように工作していた（恵汰が「モテた事が無い」と言っているのはこのため）。恵汰の言葉を歪曲し一人で盛り上がるなど思い込みが激しい一面を持っている。忍術のような隠形・戦闘の術を得意としているが、それはこれら長年に渡るストーカー行為の賜物であり、その上身体能力がかなり高く仕込み手裏剣など忍具の扱いに長けている。恵汰と親しくなった市子、紅葉、嵐丸の3人に襲いかかるものの、見事に蹴散らかされた。その後、自身の誕生日会で恵汰に告白（プロポーズ）するも、率直で断られた上、幼少時に出会ったことすらも忘れられていた（これは本人が名前を名乗っていなかったため）。
16歳になると両親が決めた相手と結婚し、花嫁修業をするという艶光路家の仕来りに背き、恵汰に告白したことを母親に咎められている。恵汰に振られたことで一度は許婚の下へ向かうものの、追い掛けて来た市子や嵐丸のハッパを受けて吹っ切れ本心を見せ、以降は市子と嵐丸の友人になる。しかし射干の洗脳を受けたために、忍や嵐丸ともに市子を拒絶してしまう。市子の幸福エナジーで正気を取り戻した後、嫉妬と後悔が入り混じった複雑な感情を抱くようになるが、文化祭での和解を経て割り切るようになり、市子と恵汰の幸せのため身を引く。自身を洗脳し市子との縁を切った張本人である射干と対峙する。
最終回では妹（後述）がいたことを初めて知り、驚愕する。
他の主要人物と比べ原作での登場が遅く、アニメ版本編では未登場回に毎回モブに紛れて出演しており、台詞があるのは基本的にCパートのミニコーナー「撫子が!」のみであったが、第9話にて初めて本編でのセリフが付き、第13話では1カットではあるが顔出しでの出演も果たした。
6月18日生まれ、身長145cm、体重36kg。血液型A型。スリーサイズはB71/W52/H72。
大門 忍（だいもん しのぶ）
撫子の執事。撫子が幼い頃から両親に代わり仕えている。秀麗な容姿のイケメンだが、極度のロリコンで主である撫子は勿論のこと、恵汰の妹達も対象になっている。幼児体型にコンプレックスを持つ撫子に対して神経を逆撫でする発言が多く、作中でも彼女の使用した下着の種類の把握や一日の生活を盗撮するなど、やりたい放題であり毎回のように制裁を受けているが、まったく懲りる様子が無い。しかし執事としては優秀であり、家事全般だけでなく護衛役等を幼少の頃からこなしており、その身体には撫子を護るために受けた傷跡が刻まれている。撫子の想い人である恵汰に対しては名前の後に僅かに遅れて「様」を付ける等、恵汰を嫌っている節を見せており、恵汰に化けた雲外鏡が撫子に抱きつかれた姿を目撃した際は不満を露にして斬りかかっている。
射干の洗脳を受けたことで撫子と同じく市子を拒絶するようになるが、市子の幸福エナジーで正気を取り戻した。異変の真相に気づかなかったものの、ジレンマに苦悩する撫子の身を案じていた。文化祭で異変の真相を知った後、自身を洗脳し市子との縁を切った張本人である射干と対峙する。
撫子同様、他の主要人物と比べ原作での登場が遅く、アニメ版での登場は基本的にCパートのミニコーナー「撫子が!」のみとなっている。
2月13日生まれ、身長179cm、体重68kg。血液型A型。
懋毘威（ボビー） / スターチス・ボビー
声 - 川原慶久
日本全国を巡り、悪霊退治の旅をする黒人の僧侶。本来は神をも凌駕するほどの霊力を有しているが、ドが付くほどの好色かつ変態な性格が禍して、力が抑えられており、欲望が巨大化した時のみ本領を発揮できる。通常時でもそれなりの霊力は使用可能で、市子に貧乏神と戦えるアイテム「蘇民将来」を与えた。
金銭には常に困っている様子だが、最近は酒屋の配達のアルバイトを始めた模様。話が進むにつれ、桃央とつるむ事が増えている。また、市子や紅葉との騒動に巻き込まれることが多いため、一応「仲間」として扱われることもある。セクハラの嫌疑で度々逮捕されてもすぐに脱獄することから「仏女津市の繋がれざる男（ミスター・アンチェイン）」の異名を持っている。また三日間女子との接触をさせないと、肉食獣（ニクヲショクスジュウ）になる。
碇の仲間である棗の襲撃でたんぽぽと桃央が抹殺されたことをきっかけに自ら武者修行に励んだ 後、市子の自宅に訪れ碇の一味による異変を伝えた。紅葉救出のため市子や熊谷と共に貧乏神界へ向かうも、沙羅と更紗の襲撃の際に彼女らの胸目当てで襲ったことで黄泉に転落する。合体し巨大化した沙羅と更紗に圧倒され一度は敗れるが、紅葉の策略によるハーレム作戦で復活を遂げ、黄泉送りにされた神を復活させる大きな要因となった。
3月19日生まれの38歳、身長193cm、体重90kg。血液型B型。アメリカ国籍。
犬神 桃央（いぬがみ ももお）
声 - 下野紘
紅葉が神界から助っ人として呼んだ犬神。紅葉を「紅葉お姐様」と呼び慕うドMキャラ。右目が青、左目が緑色のオッドアイ。鼻が普通の犬の倍以上非常に良い。普段は人間の姿をしているが、快感が一定の域に達すると犬神の真の姿に変身することができ、その姿はチワワのような小型犬である。また再び快感が一定の域に達すれば人間の姿に戻ることが可能。更には快感が最高潮に達すると「絶頂フォーム」となり、赤い毛並みを持つ巨大な犬の姿に変化する。首に巻いているマフラー状の布を縄に変化させ、自らを亀甲縛り状態にする事が出来る。また、「ヒートモード」になると赤髪に変わり、サディストに変貌する。
当初は紅葉の指令で人間界に赴き、彼女に協力して市子を陥れようとした。しかし諏訪野から贈られた手紙を大切にする姿や手紙を入れた箱がハウスクリーニングの手により誤ってゴミ捨て場に捨てられてしまい、必死になりながら探す姿を見て紅葉が言っていた事と違う様子に幸福エナジーを奪う事を断念した。その後ある事が切っ掛けで元の姿に戻り、ブチ切れた市子の攻撃を受けてからは彼女を「市子お姐様」と呼んで慕うようになる。また、嵐丸と一戦やり合ってからその打撃の威力に惚れ込み、彼女を「学ラン娘」と呼び慕うようになり、嵐丸からは気味悪がれているが後に協力関係を築き、必殺技を習得させた。ボビー同様の巨乳好きでもあり、作中では一二を争う変態だが常識的な感性と思いやりを持ち合わせており、居なくなったボビーを心配したり、悩む嵐丸に相談に乗ったりなどしている。紅葉とは幼少時に出会い、自身の素質を見抜いていた紅葉に心から恩威を感じている。
碇の仲間である棗の襲撃に遭い対抗するも、天之尾羽張の攻撃で致命傷を負い敗れる。その後は黄泉送りとなったところをボビーやたんぽぽと合流する。ボビーの活躍によって黄泉から脱出し、嵐丸と再会した。
9月24日生まれ、人間の姿をしている際は身長177cm、体重72kg。
タマ
声 - 森綾香
市子が自宅マンション前で拾った子猫。元々は紅葉の作戦のために利用されただけなのだが、福の神アイテム「福助ハ吹ク 福ノ吹キ矢」で伊吹の幸福エナジーを受け猫の神「招き猫」に変化し、市子の護衛役となりサポートするようになる。伊吹が誤って幸福エナジーを与えすぎたらしく、このアイテムを使わずとも自由に招き猫化することが可能。
主人である市子を慕っているが、紅葉に対しては手酷く扱われたせいか嫌っている節がある。しかし紅葉の使い魔である熊谷とはそこまで仲は悪くなく、熊谷が山吹の使い魔・洎夫藍との戦いでボロボロになった際には涙目で駆け寄るなど、むしろ彼に好意を寄せている。番外編で早く大人になりたくて、紅葉にスルメいかと引き換えに成長をさせる貧乏神アイテムを貰い使用するが、市子のようになりたくてアイテムを使い過ぎ、巨大な招き猫になってしまった（後で元の姿に戻った）。
碇の一味による異変が起きた際には、孤立する市子の数少ない味方となっていた。紅葉救出のため市子や熊谷と共に貧乏神界へ向かう。貧乏神界に着いた時は、神界の霊気によって大きくなっていたが、仏女津市に帰還した後は元の小ささに戻った。
7月19日生まれ、通常時は身長20cmほど、体重600gほど。招き猫時は身長92cm、体重13kg。

### 貧乏神
山吹（やまぶき）
声 - 井上喜久子 / 友永朱音
紅葉たちの上司にあたる貧乏神の長。ゴスロリの風貌をした美人（ただし紅葉たちと同様に貧乳）。紅葉に人間界へ行くよう指令を出した人物。市子の予想以上の強大さに、一度は紅葉に撤退を命令した際は意地になった彼女に突き返されたが、普段はやる気のない紅葉の高揚振りには驚いていた様子。
貧乏神界の長老曰く｢キャリア組｣のエリートであり、現場の苦労を知らぬまま高い地位についた口らしい。一線を引き現場の苦労を知らない上司（先代達）と、言う事を聞かない部下（主に紅葉）の板挟みにあい振り回されるという典型的な中間管理職タイプで作中でも屈指の苦労人。自分と同じ長である疫病神と死神の友人がおり、仕事の相談や愚痴を聞いてもらっている。普段は真面目で大人しくナイーブな常識人だが、一度怒らせると手が付けられず、紅葉すら恐怖心を抱くほどで、かつて山吹を怒らせた貧乏神は一瞬で神の力を失ってしまったらしい。また、人間界のビジュアル系バンドの大ファンでもあり、外出を拒んでいるため、部下（紅葉もしくは黒百合）に頼みグッズなどを購入している。身長は自由自在に変えられるために規定がないが、長い年月を経るとエナジーも膨大になるため身体が大きくなり、通常時は4〜5mほどの巨体で、紅葉の代わりに学校に現れた際は巨体のままで現れていた。「ヒトダマフォーム」になった時は、他の貧乏神と異なり巨大で「貧」の文字には「MINI」と書かれている。
仏女津市の異常発生に伴い綾目と共に福の神界へ赴くが、碇の仲間である棗の策略に嵌ってしまい消息不明となる。
10月6日生まれ。
洎夫藍（サフラン）
山吹の使い魔。見た目はパンダのぬいぐるみ。熊谷などの一般使い魔よりも巨体。尾の部分に穴が空いており、そこから貧乏神道具を取り出せる。9月6日生まれ。身長225cm。
黒百合（くろゆり）
声 - 白石涼子
片眼鏡にメイド服を着た貧乏神。関西弁で話し、一人称は「ウチ」。左足をギプスで覆っており、「貧」という文字の入ったエプロンを着用している。
幼馴染でもある紅葉のことを好いておらず、ライバル心を燃やしている（幼少期に紅葉からオモチャにされた事が主な原因）。山吹の指令により市子のもとへ訪れるが、市子と紅葉の料理対決に巻き込まれてしまう。なりゆきで市子の料理を口にしてしまい、あまりの不味さにヒトガタが粉々になりそのまま昇天してしまった。そのトラウマで拒食症になってしまっていたが、恵汰の持っていた弁当を食べたことで克服した。その後はカバー下などで恵汰に惚れたような様子を見せている。
儀式の時には萵苣が碇から渡された道具によって洗脳されるが、紅葉のエナジーを得た市子によって元に戻る。黄泉の国にいた道祖神の力で人間界に来てしまい、棗に抹殺されていたはずの綾目と再会し、仲間と共に黄泉醜女を退治した。
8月28日生まれ、身長159cm、体重40kg。スリーサイズはB79/W59/H81。
合田（ごうだ）
黒百合の使い魔。見た目は蛙のぬいぐるみ。また、口から貧乏神道具を出す。 身長61cm、体重は熊谷同様に規定なし。
綾目（あやめ）
死に装束を着た貧乏神。紅葉同様、「貧」と書かれた三角巾を着用しており、右足をギプスで覆っている。「ねえ」という合いの手を入れて同じ台詞を繰り返すのが口癖。神の種族に詳しい。貧乏神道具の他、チェーンソーを武器として使う。
楓と杏子を引きつれ、紅葉の現状と市子の可能性を調査するために人間界へやって来た。彼女ら三人に紅葉、黒百合を加えた五人は幼少時からの友人同士の仲である。他の四人より一般常識を弁えているために普段は仕切役的な立場に立っているが、実は紅葉に負けず劣らず過激でサドっ気のある性格の持ち主であり、怒ると仲間達が泣いて怖がるほどのキレっぷりを見せる。また市子同様、壊滅的な料理の腕を持つ。
仏女津市の異常発生に伴い山吹と共に福の神界へ赴くが、棗の襲撃に遭い浜菊共々抹殺されてしまい、その後は黄泉送りとなる。超ボビーのセクハラ行為に遭った沙羅更紗の力によって人間界に来てしまい、よみがえることができた。たんぽぽと共に自分を黄泉送りにした棗と闘う。
10月2日生まれ、身長160cm、体重40kg。スリーサイズはプロフィールの欄に「それを聞くことに何の意味があるの？」と書いてあるため不明。
浜菊（はまぎく）
綾目の使い魔。見た目は着ぐるみを着たウサギのぬいぐるみ。腹のチャックから貧乏神道具を出す。12月31日生まれ。身長68cm。
楓（かえで）
死神のような鎌を持ち、「貧」と書かれたフード付きポンチョを着た貧乏神。持っている鎌は人間の幸福エナジーを吸収する事が可能。常に余裕めいた高慢な態度でいるが、窮地に立たされると「お母さん」と言いながら涙を浮かべて弱気になる。左腕をギプスで覆っている。貧乏神道具「肉々しい奴め」を愛用している。
儀式の時には萵苣が碇から渡された道具によって洗脳されるが、紅葉のエナジーを得た市子によって元に戻る。黄泉の国にいた道祖神の力で人間界に来てしまい、棗に抹殺されていたはずの綾目と再会し、仲間と共に黄泉醜女を退治した。
10月29日生まれ、身長161cm、体重42kg。スリーサイズはB79/W59/H82。
鬼灯（ほおずき）
楓の使い魔。見た目はコアラのぬいぐるみ。体には縫い目があり、そこから貧乏神道具を出す。身長61cm。
杏子（あんず）
「貧」の字が入ったチャイナドレスを着た、日本生まれの日本育ちの貧乏神。右目を包帯で覆っている。並外れた怪力を持つ猪突猛進タイプであり、紅葉からは「嵐丸に似ている」と評されている。二字熟語を用いて会話するが、それはキャラ作りのためであり本当は普通に会話出来る（幼少期は二文字言葉で話していた）。
儀式の時には萵苣が碇から渡された道具によって洗脳されるが、紅葉のエナジーを得た市子によって元に戻る。黄泉の国にいた道祖神の力で人間界に来てしまい、棗に抹殺されていたはずの綾目と再会し、仲間と共に黄泉醜女を退治した。
7月24日生まれ、身長149cm、体重38kg。スリーサイズは、B75/W54/H74。
弟切（おとぎり）
杏子の使い魔。見た目はカバのぬいぐるみ。口から貧乏神道具を出す。身長63cm。
銀杏（いちょう）
山吹の前任の上司で、山吹以上に巨大な貧乏神（これはエナジーの影響によるもの）。普段は老婆の姿をしているが、自ら若返ることができる。長の座を山吹に渡して以降は隠居生活を送っており、ゲームをやったりしている。相当長く生きているらしく現長である山吹の事を「300年足らずしか生きていない小娘」と評し、彼女すら知らなかった市子の前世であるかんなと、その恋人の碇の素性を知っていた。碇とは浅からぬ因縁を持ち、山吹の報告で碇が生きていることを知ると厳重体制を命じた。
市子の前世であるかんなとは旧知の仲であり、彼女が自身の幸福エナジーを他者に分け与える旅に出るキッカケとなった張本人。本来はかんなの幸福エナジーを回収する予定であったが、彼女の人の良さを見て自身の幸福エナジーを分け与える御守を預ける。幽閉から脱走した花菱を捕えるために苧環と共にかんなと碇の所に訪れる。かんなと花菱の力を手に入れ神格化した碇を止めるために業徳の熊手を使い、かんな・花菱・碇の半分の魂を三つに取り出した。後に碇の半分の魂を使い紅葉を生み出した。
かんなに花菱を捕まえた暁に碇の不幸エナジーを取り除くように頼まれていたこともあり、あくまで「碇の抹殺」ではなく、「碇との和解」を望んでいた。碇の一味が貧乏神界に訪れた時には、棗と射干の不意打ちによって重傷を負う。
萵苣（ちしゃ）
特徴的な眼帯をつけた小柄な貧乏神。紅葉たちの先輩で、人間界でのエナジーの全体量を把握する仕事を行う上司。真面目で誠実だが惚れやすい性格で、興奮すると鼻血を出す。
実は裏で碇と繋がっており、彼の策略に協力している。また、秘密裏に紅葉の抹殺を行うために「碇を消滅させるために紅葉を消滅させる」という命をでっち上げ帰還させた。貧乏神界に帰還後、銀杏に儀式を実行させようとするが市子達の乱入により失敗し、焦りから綾目が死んだ事を暴露してしまう。自身の裏切りが露呈し周囲から追い詰められるが、碇から渡された道具で貧乏神達を洗脳し、異剣・天羽々斬（アメノハバキリ）を駆使してまで紅葉を亡き者にしようと画策する。しかし、紅葉のエナジーを得た市子によって阻まれてそのまま捕らえられた。
5月11日生まれ、身長147cm、体重36kg。スリーサイズは、B71/W50/H75。
九蓋（くがい）
萵苣の使い魔。見た目はアザラシのぬいぐるみ。主と同じく碇と内通しており、碇から渡された道具を使用した。身長62cm
花菖蒲（はなしょうぶ）
読者投稿キャラの一人で、萵苣の使いとして登場した貧乏神の少女。貧乏神としてはまだ新人。
ペチュニア
花菖蒲の使い魔。見た目は小さい悪魔のようなぬいぐるみ。
初雪（はつゆき）
読者投稿キャラの一人で、雪ん子のような風貌をした貧乏神。傘を使って移動する。死神界から仏女津市の異常発生の報告を持ってきた。
山茶花（さざんか）
初雪の使い魔。見た目はキツネのぬいぐるみもしくはマフラーで、初雪が身に着けることで行動を共にしている。
藤生（ふじお）
読者投稿キャラの一人で、貧乏神界行きの列車の車掌を務める貧乏神。紅葉に淡い恋心を持っている。
蘇芳（すおう）
萵苣の姉であり「異端」の烙印を押された貧乏神。萵苣と同じく眼帯を付けている。「人間は救う価値がない」という理由で人々を不幸に陥れたことが原因で、山吹の逆鱗に触れ幽閉の刑に処された。萵苣が人々の粛正を目的にするようになり、碇に心酔する切っ掛けを作った張本人。
9月29日生まれ。
苧環（おだまき）
神具開発組に務めている貧乏神。銀杏と共に花菱を捕えるためにかんな達の前に現れたが、本当の目的は花菱の大量の不幸エナジーを利用し、人間界と神界を自分の思うがままにすることであった。しかし花菱の力を神格化した碇に奪われたことで失敗してしまう。その後の消息は不明。
11月1日生まれ、身長165cm、体重43kg。スリーサイズは、B80/W61/H86。
空木（うつぎ）
苧環の使い魔。見た目は真っ黒な熊のぬいぐるみ。いつも目を開けたまま寝ているようにしている。苧環と同じく神具開発組に所属していた。詳細は不明だが、現在は碇と共に動いている。自分の体から「風雲!碇城」を学校のグラウンドに出した。人間界に来た時は、熊谷ら使い魔達と闘うことになる。1月10日生まれ。身長60cm。
花菱（はなびし）
頭に般若のお面をかぶった子供の貧乏神。他の貧乏神とは違いかつての碇以上の大量の不幸エナジーを持って生まれてきたため幽閉されていたが、そこから逃げ出し他人を不幸な目にあわせるために人間界に現れた。幽閉前後に自身の持つ大量の不幸エナジーのせいで他の貧乏神からも酷い目に遭わされていたため、全てのものを嫌うようになった。
かんなの大量のエナジーによって神格化した碇が持つ業徳の熊手よって自分のエナジーと魂を奪われる。しかし銀杏によって回収され、エナジーと一緒に封印される。
4月22日生まれ、身長125cm、体重21kg。

### 福の神
伊吹（いぶき）
声 - 遊佐浩二
便所に宿る八百万の神・便所神（出産や育児の守り神）。見た目は人間とさほど変わらないが、頭部はとぐろを巻いたもの。ネガティブ思考で自虐的になりやすい性格で、その根暗ぶりは本人の外見によって今まで周囲から受けた仕打ちに起因している模様。一度、稲荷神の神使の柚子に「みんなが自分をウ○コと呼ばないようにしてほしい」と頼んだのだが「そんなの無理」と断念された。ネガティブゆえに口癖は「死のう」。紅葉とは知り合いのようだが、市子には「紅葉との関係はない」と嘘をつき秘密にしている。
5月26日生まれ、とぐろ部分を含め身長203cm、体重61kg。
たんぽぽ
魔女のような服を着た眼鏡の福の神。両手にはめたネコのような人形を用いた腹話術で会話している。また、その人形を武器にし格闘術を行い攻撃する。市子や金色姫と同じく巨乳で、そこから隠し持つ武器を取り出すことも出来る。一人称は「ボク」（腹話術時）もしくは「私」。｢人間の不幸を屁とも思わない｣という福の神の中では異端存在であり、そのために暗殺稼業を含む｢普通の福の神には出来ない厄介仕事｣を上層部から命じられる役割を担っている。異常ともいえる狂暴かつ残忍な性格をしており、他の福の神仲間からも危険視され疎まれている。
幼少時は人間に幸福をもたらす福の神として真っ当に活躍していたが、救った人間が私欲に溺れ、破綻していく姿を目の当たりにしてしまう。これが原因で人間を救うことを止め、現在の冷酷非道な性格となり、腹話術で会話するようになる。心の底では自分のせいで破滅した（と思い込んでいる）人間のことを忘れておらず、私利私欲に走る人間を生み出すのではないかと、人間を救うことを恐れ拒んでいる。そのため謝礼を受けると激しく動揺してしまう。福の神の中でも「異端」とされているが実際には「落ちこぼれ」で、「人間を幸せにしない」のでなく「幸せに出来ない」のが真実であり、それを示すように幸福エナジーも約十万ほどしか保有していない（紅葉曰く「人間十人分」かつ「福の神としては極端に少ない」）。市子と紅葉の対決に敗れた後、今までの行いを後悔し正気を取り戻す。その後は神界に戻らず、金色姫と共に人間界に暮らすようになる。昼間は専らパチンコをしているようで、有り金をスった際に出会った金色姫に集っており、その姿を見た紅葉からは「ヒモが居る」と言われている。
人間界での暮らしを通じ徐々に更生していくが、碇の仲間である棗の襲撃により金色姫を失い、敵討ちを兼ねて抵抗するも天之尾羽張の攻撃で致命傷を負い敗れる。後に黄泉送りとなったところをボビーや金色姫、桃央などと合流する。黄泉の国から脱出するために、ボビーのやる気を出させる手助けをした。黄泉から脱出して人間界に来た時は、綾目と共に棗と闘う。
12月24日生まれ、身長164cm、体重52kg。スリーサイズはB98/W61/H87。
金色姫（こんじきひめ）
マフラー、ニット帽を被った蚕神（生糸・繊維産業の守り神）。生真面目な性格で、東北弁のような訛りがある。一人称は「オイラ」。全身に糸を纏い、普段はつなぎ服を着ているように見せているが、この糸を用いて変身することが可能。また神力を封じたり、連中をまとめて拘束することもできる。
たんぽぽのストッパー役として人間界を訪れ、福の神側の裏工作と市子捕獲に動いていた。実は幼少時にたんぽぽと出会い、彼女の酷な過去を見てきた最大の理解者。市子とその仲間たちの対決後、人間を救えることが出来ないたんぽぽを受け入れ「一人で全てを抱え込ませない」と約束した。その後はたんぽぽと共に人間界に暮らし、自分達の神社を立てる目標を掲げる。初心な一面を持ち、性的話題になると顔を赤らめて恥ずかしがる様子を見せる。また巨乳の持ち主なのだが、その話題はあまり好きではない。ボビーに襲われかけた経験がトラウマになっており、彼の姿を見ると強い拒絶反応を見せている。いくつものバイトを掛け持ちし 生活費を稼いでいるようだが、たんぽぽがギャンブルをするせいもあり生活が楽にならない模様。
たんぽぽと共に平穏な日常を過ごしていたが、碇の仲間である棗の襲撃に遭い抹殺される。後に黄泉送りとなったところを懋琵威やたんぽぽ、桃央などと合流する。たんぽぽと同じく懋琵威のやる気を出させる手助けをした。黄泉から脱出して人間界に来た時は、黄泉醜女と闘う。
3月7日生まれ、身長164cm、体重54kg。スリーサイズはB100/W61/H88。
金山彦（かなやまひこ） & 金山姫（かなやまひめ）
ロリータ・ファッションの金山神。共に大食いで、普段は肥満体型をした巨漢女性の姿をしているが、口から武器を取り出すことで華奢な美少女へと変化する。ショートヘアの金山彦に対して、金山姫はロングヘアーで金山彦に比べ人情を持ち合わせている。
両者とも金色姫同様、福の神側の裏工作と市子捕獲のために人間界を訪れた。たんぽぽのストッパー役として同行するも、彼女と関わりを持ちたくないゆえに口出しをしないようにしている。市子とその仲間たちの対決後は人間界に留まるハメとなり、そのまま取り残されている。番外編で登場した際に、金色姫に「穀潰し」と言われている事から食事関係は彼女の世話になっている模様。後に碇の仲間である棗の襲撃を受け黄泉送りとなっている。黄泉から脱出して人間界に来た時は、黄泉醜女と闘う。
金山彦は2月13日生まれ。金山姫は2月14日生まれ。ぽっちゃりフォーム時は身長238cm、体重297kg。ロリっこフォーム時は身長149cm、体重40kg。
蓮華（れんげ）
伊吹たちの上司にあたる福の神の長。山吹とは友人同士の関係で、同じ友人の花梨と苺が嫉妬するほど山吹を慕っている。エナジーの影響で巨体の姿をした天真爛漫な性格の美女であるが、自己中心かつ事なかれ主義の節がある。山吹たちが福の神界に赴いた時、既に碇の一味の策略に遭っていたため、消息は不明。
8月15日生まれ。

### 付喪神
九十九木 牡丹（つくもぎ ぼたん）
かんなの遺品であるリボンに宿った付喪神。ツインテールのボクっ娘。お転婆かつ活発明朗な性格で、家事全般が得意。言いたい事をハッキリ言う一面を持ち、嵐丸や撫子の怒りを買っている。付喪神化する以前、生前のかんなを見守っていた過去を持つ。
市子をかんなの生まれ変わりだと信じ、再びかんなに出会うべく碇の指示に従い、市子を生贄にかんな復活のため暗躍していたが、葛藤の末に改心。その後、自分に身体（ヒトガタ）を与えてくれた碇の存在を教えようとした直後、それを見咎められ処罰される。碇に御魂を破壊されるが市子の涙に伴い修復され、御魂はタマの首輪につけられ保護された。文化祭での碇襲撃の時に市子が雲外鏡から預かった「物質入魂板 命☆紅」で御魂をかんなのりぼんに当てたことで復活した。
11月7日生まれ、身長153cm、体重42kg(ヒトガタを手に入れたのは9月1日)。スリーサイズはB85/W57/H83。
雲外鏡（うんがいきょう）
妖の正体を暴く力と人間の過去を呼び出し、真実を写し出す能力を持つ照魔の鏡の付喪神。巨大な鏡を肩掛けバッグのように肩にかけており、映した相手の好きな者や苦手な者の姿に化ける事が出来る。牡丹からは「鏡さん」と呼ばれている。比較的常識人であり、他の付喪神達の挙動にツッコミを入れている。喋り方が古風であり、一人称が「妾（わらわ）」。
牡丹による騒動の際、撫子に敗北した。その後は結局処分され黄泉に送られていた。黄泉の国から脱出するために、市子に化けて懋琵威のやる気を出させる手助けをした。脱出後は、黄泉醜女を倒していく。
1月21日生まれ、身長147cm、体重37kg(ヒトガタを手に入れたのは9月4日)。スリーサイズはB72/W54/H75。
鈴彦姫（すずひこひめ）
祭事に用いられる神降ろしの鈴の付喪神。黒の長ランを着込んでおり、その見た目は嵐丸に似ている が、中身は女性版懋琵威のような性格で嵐丸と撫子にセクハラまがいの行為を行ない、魂を抜かれた市子にも発情する素振りを見せている。牡丹からは「鈴さん」と呼ばれている。サメのような鋭い歯を持っており、嵐丸からは「キバ女」と呼ばれている。一人称は「ウチ」。
牡丹による騒動の際、嵐丸に不意を突かれ敗北する。その後は結局処分され黄泉に送られていた。黄泉の国から脱出するために、懋琵威のやる気を出させる手助けをした。脱出後は、黄泉醜女を退治する。
3月28日生まれ、身長は175cm、体重60kg(ヒトガタを手に入れたのは9月6日)。スリーサイズはB94/W62/H90。
文車妖妃（ふぐるまようび）
ボソボソ喋る付喪神。打たれ弱いナイーブな性格で枯れ専(35歳以上の中高年男性を好む嗜好)の持ち主。目付きがかなり悪く、それを気にしており前髪で隠している。合体ロボに模した乗り物で攻撃する。
牡丹による騒動の際、「脳内神経伝達物質活性化団服セット・飛璃雄殿夢光江（ピリオドの向こうへ）」を装備した石蕗に撃退された。その後は結局処分され黄泉に送られていた。脱出後は、黄泉醜女を倒していく。
1月8日生まれ、身長165cm、体重49kg(ヒトガタを手に入れたのは9月9日)。スリーサイズはB79/W58/H83。
石艶丸（せきえんまる）
恵汰が撫子と作った屋台の付喪神。名前の由来は製作した二人の名前から。江戸っ子口調の男の娘。かっこよく作り直すとパワフルボディになり、かわいくすると女の子っぽくなる。
鈴彦姫の強襲の際、作られて間もないにも関わらず付喪神と化した。主人である恵汰に忠実で、文車妖妃に彼が襲われた際に身を挺して庇い破壊された。牡丹による騒動が起きた体育祭の後は修復され、そのまま石蕗家に居候している。
9月12日生まれ、身長は147cm、体重36kg。

### その他の神
水江 浦島子（みずのえ うらしまこ）
声 - 小野友樹
「浦島太郎神」という長寿と縁結びの神様。紅葉の友人でもある。顔は人間と変わらないが、それ以外の身体は海亀そのもの。妻の乙姫（おとひめ）には頭が上がらない様子。たびたび紅葉に協力している。
2月28日生まれ。
花梨（かりん）
山吹の友人である疫病神の長。白衣に「疫」と書かれた三角巾を着用している。山吹のよき相談相手。恋多き女性らしく、失恋すると人間界で病（インフルエンザ等）が流行する模様。後に碇の一味の策略に遭っていたため、消息は不明。
4月10日生まれ。
苺（いちご）
山吹の友人である死神の長。大きな鎌を持ち、「死」と書かれた修道女のような服を着ており、顔の半分は骸骨の仮面（逆上するとフルマスクになる）。口癖は「切る切る」。普段はおちゃらけているが、本性は猟奇的で、山吹を巡って争った際にはいわゆるヤンデレな一面を見せた。後に碇の一味の策略に遭っていたため、消息は不明。
10月6日生まれ。
鉄砲狐（てっぽうぎつね） / 柚子（ゆず）
神の力を失った狐の神の総称で、狐の仮面を被っており、神の力がないためか非常に小柄。正体は稲荷神の神使。
人間の願いを叶えることが仕事だが、ミサキ神に力を奪われ、長い間、鉄砲狐となっていた。懋琵威に助けられた後は神使として働くようになる。改心したミサキ神と一緒に暮らしていたが、碇の仲間である棗の襲撃に遭い抹殺され、黄泉送りとなる。超ボビーのセクハラ行為に遭った沙羅更紗の力によって、よみがえることができた。
6月9日生まれ、身長140cm、体重31kg。
ミサキ神
妖怪や憑き物と化した狐の神の総称。悪神の一種とされている。
稲荷神の神使の柚子から力を奪い、人間を脅かすなどの悪事を働いていたが、懋琵威に破れ鉄砲狐化。その後は柚子と一緒に暮らすようになる。平穏な生活をしていた矢先に碇の仲間である棗の襲撃に遭い抹殺され、黄泉送りとなる。超ボビーのセクハラ行為に遭った沙羅更紗の力によって、よみがえることができた。
10月24日生まれ。ミサキ神時は身長183cm、体重67kg。
屋島の太三郎狸（やしまのたさぶろうだぬき） / 蓑山大明神（みのやまだいみょうじん）
日本三名狸の一人で四国狸の総大将。芝右衛門狸と団三郎の兄。自分より高位の神に変化をすることができ、水神に変化して山吹達からエナジーを奪おうとしたが、女湯を覗いたことで花梨と苺にやられる（芝右衛門曰く「やられ方が団三郎と同じ」）。
9月30日生まれ。
淡路の芝右衛門狸（あわじのしばえもんだぬき） / 芝右衛門明神（しばえもんみょうじん）
日本三名狸の一人で太三郎狸の弟。天候や自然を操ることができ、山吹達を怖がらそうとしたが逆に楽しませてしまった。
8月27日生まれ。
佐渡の団三郎狸（さどのだんざぶろうだぬき） / 二つ岩大明神（ふたついわだいみょうじん）
日本三名狸の一人で太三郎狸の弟。ヤクザ風のでかい狸に変化し、山吹を脅して幸福エナジーを奪おうとしたが、楽しい気分を台無しにしたことで花梨と苺にやられ気絶する。
3月9日生まれ。
黄泉醜女（よもつしこめ）
イザナミの配下とされる神の総称。お面をかぶった人魚のような怪物の姿をしている。

### 碇の一味
碇（いかり）
本作の黒幕で、市子の人生を裏で仕組んだ張本人の1人。恋人であったかんなの復活を願い暗躍している。過去に貧乏神の先代長である銀杏と戦った事があり、彼女からは「神界の歴史の膿」と評されている。
元々は生まれながらにして大量の不幸エナジーを持ったただの人間だった。かんなとは彼女が山菜狩りをしていたときに出会い、傷だらけで倒れていたところを彼女に家まで連れて行かれた。最初は自分といると不幸が伝染るからと拒絶していたが、かんなに「ずっと一緒にいる」と言われてからは同居するようになった。花菱が現れた時は、かんなを守るために花菱の食い止めをしていたが、圧倒されてしまい彼女の不幸エナジーを与えられて死にかけていたが、自分を守るためにかんなが幸福エナジーをすべて与えたことで神格化してしまう。業徳の熊手を駆使して花菱の力まで自分のものにしたが、銀杏によってかんなと花菱・自分の半分の魂を奪われた。数百年後、かんなの生まれ変わりである市子を神にさせて、仏女津市を神格化させて永遠にかんなと二人でいることを目的にし、市子に大量の幸福エナジーと吸収する力を与えた。
貧乏神界襲撃時に銀杏と再会するが、銀杏の説得を拒絶し決別した。人間界襲撃時は、市子と一対一で闘うことになる。
1月22日生まれ。
棗（なつめ）
碇の仲間である悪神の一人で、古来より人に仇なす荒ぶる夜刀神。単刀直入に言わなければ気が済まない体育会系の巨乳美女で、攻撃的な性格をしているが、悪神であるにも関わらず律儀な一面を見せる。また、「性格は不器用」と自称しているが、前述の性質から言ってはいけないことを言ってしまったり、記憶力がないこともあるため、実際はかなり頭が悪い。両目の下にほくろが一つずつある。一味の中では特攻隊を務めており、蛇と天之尾羽張を使い攻撃する。
萵苣同様、碇に心酔しており、碇の陰謀を実行するため、仏女津市に暮らす神を狩り抹殺していた。人間界襲撃時は、たんぽぽと綾目と闘うことになる。
7月31日生まれ、身長172cm、体重60kg。スリーサイズはB103/W63/H90。
射干（しゃが）
碇の仲間である悪神の一人で、縁切り神。かなり性悪な性格をした少女で、他人をおちょくるのが好き。人の「縁」を操り、「縁切り」することで人々を心理的に追い詰める。廓言葉で喋る。自身の職能により「関係」に関して失望していることと、人間を見下していることもあり、孤独を好んでいる。市子の人生を裏で仕組んだ張本人の1人で、市子の辛い人間関係は全て当人の能力によって引き起こされたものである。天之魔返矛を使う。
碇とは利害の一致で手を組んでおり、内心では彼をも見下している節を見せているが、報酬を手に入れるために市子の縁を切っていた。人間界襲撃時は、嵐丸・撫子・桃央・忍と闘うことになる。
1月8日生まれ、身長150cm、体重42kg。スリーサイズは「それを知りてぇ理由がわからない」と言っているため不明。
沙羅（さら） & 更紗（さらさ） / 沙羅更紗（さらさらさ）<巨大化時>
碇の仲間のメンバーで、姉妹の道祖神。姉の沙羅は自分の美貌に鼻をかけるナルシスト。妹の更紗もナルシストだが毒舌で姉を嫌っているらしく、沙羅を侮辱しては激しい姉妹喧嘩を繰り広げるのがお約束。息があったコンビネーションと、別の空間と繋がった異空間を作り出す能力を持つ。また合体して巨大化することができる。
市子達の足止めを頼まれていたが、ボビーのセクハラ行為に遭い共に黄泉に転落した。人間に黄泉送りにされた屈辱を晴らすため巨大化しボビー達を圧倒するが、ハーレムパワーで進化した超ボビーのセクハラ行為に遭い自身の力によって黄泉から脱出するが、棗が殺めていた神達までよみがえらせてしまう。人間界襲撃時は、黄泉醜女を召喚した。
沙羅は11月24日生まれ、身長178cm、体重63kg。スリーサイズはB95/W66/H93。更紗は7月27日生まれ、身長179cm、体重62kg。スリーサイズはB95/W66/H94。
萵苣（ちしゃ） & 九蓋（くがい）
#萵苣（ちしゃ）の項を参照。
空木（うつぎ）
#空木（うつぎ）の項を参照。

### 秦庵高校の関係者
艶光路 紫苑（あでのこうじ しおん）
声 - 日野聡
仏女津市立泰庵高校1年B組の生徒、撫子の従弟。大演技がかった口調とウェーブのかかった長髪が特徴の軟派。ソフトテニス部に所属しており、同じクラスの剛狸原とは中学生時代からのライバル同士。パワーでは彼に劣るものの、サーブなどの技術は非常に優れている。自称「テニス部の王子様」（ソフトテニス部所属だが）。見事なカットサーブを披露するも、紅葉の人外的なプレーに翻弄された。テニス勝負の後、紅葉限定の女性恐怖症となった。テニスコートが壊れ、試合続行不可能となったため、市子が言った『坊主になってやるわよ、王子が!!』という罰ゲームは免れた。
12月24日生まれ、身長179cm、体重69kg。血液型AB型。
剛狸原 柳次（ごりはら りゅうじ）
声 - 杉田智和
仏女津市立泰庵高校1年B組の生徒。ソフトテニス部所属。艶小路と対照的にゴツすぎる外見の持ち主で、むしろゴリラそのものの男性（市子曰く「UMA」）。モノローグでは普通に喋るものの、実際には口からは「ウホ」の言葉しか出てこない。典型的な筋肉質で、強い筋力に任せたパワフルなプレースタイル。全力のスマッシュを市子に当てたことで報復に遭い、テニス勝負の後は桜市子限定の女性恐怖症となった。
12月24日生まれ、身長207cm、体重115kg。
丹下 茜（たんげ あかね）
声 - 原島梢
市子のクラスメイト。ギャル3人組の一人で、リーダー的存在。市子を痛い目に遭わせようと廃墟に拉致した際、倒壊に巻き込まれるが嵐丸に救われる。以後、嵐丸に好感を抱いており、気にかけている。実は市子と同じようなひねくれ精神の持ち主で、嵐丸に憧れを抱くようになったことを自覚していなかった。クラスメイトとのパーティ中、嵐丸への好意をステージで主張しようとしたが、結局主張できずに窓ガラスを突き破ってパーティを後にした。その後は何故か竜胆道場の門下生になってしまい、休日に山篭りをし、熊と戦って怪我をしている。しかし山篭り中は嵐丸と二人っきりな為、茜本人は満足している模様。
4月18日生まれ、身長163cm、体重50kg。血液型A型。スリーサイズはB84/W58/H85。
長沢 愛（ながさわ あい）
声 - 長田美雪
市子のクラスメイト。ギャル3人組の一人。金髪と黒髪のプリン髪。家の自慢をする撫子を嫌っている。嵐丸に好意を寄せる茜に呆れることが多い。
6月1日生まれ、身長160cm、体重47kg。血液型o型。スリーサイズはB80/W56/H83。
小林 魅沙（こばやし みさ）
市子のクラスメイト。ギャル3人組の一人。小太りで、ガングロ。いつもおにぎりを食べている。後に番外編にて、紅葉の手腕によってダイエットに成功し、美少女に変化する。
3月31日生まれ、身長158cm、体重不明。血液型AB型。スリーサイズは機密事項ということで不明。
根津 裕子（ねづ ゆうこ）
声 - 森綾香
市子のクラスメイト。体育祭の準備の時に市子のメイド服を作って着せた。
5月10日生まれ。
鈴木学（すずき まなぶ）
声 - 柳澤健次
市子のクラスメイトで、クラスのイベントである市子と紅葉の対決の実況役をしている。水泳対決の時に嵐丸と撫子の二人を「1年A組の凸と凹。」と言って、怒らせてしまったこともある。
津久田 仁（つくだ じん）
声 - 後藤ヒロキ
ぽっちゃりした体型でゆったりとした性格の市子のクラスの担任。最初は言うことの聞かない生徒たちに注意をしていたが無視され続ける。後から「それがこのクラスやり方なんだ」と言い生徒が行う行動に納得してしまう。
5月2日生まれ。

### 桜家関係者
桜 一馬（さくら かずま）
市子の父親にして、アメリカの大人気ロックバンド「ザ・ワイルド・ホーセス」のフロントマン。多忙で家庭を疎かにしてしまっていたが、市子を溺愛している。かなりのヘタレ。もうすぐ40代だが若々しい容姿をしている。若い頃に高校を中退しギター一本でアメリカに渡るなど破天荒な一面を持ち、妻の詩織とも路上で歌っていた時に出会った。そのまま意気投合し同棲を始め、数年後に入籍し市子を授かっている。市子が生まれたすぐ後に妻共々成功を収めたが、本人は「訪れた幸運が何時まで経っても終わらないのは怖い」と今の人生に対して抵抗を持っている模様。
前述の通り人生の成功者とも言えるが、一馬本人は「普通の生活」を望んでおり、バンド来日のツアーで日本を訪れた際に自身の故郷であり市子が住む仏女津市を開催地に選んでいる。ライブ前に市子に会いに行き、アメリカに連れて行こうとするが両親を嫌っている彼女からは当然の如く拒絶されてしまう。その後ライブチケットを渡すために紅葉達の協力の下にいくつか作戦を実行するが、全て失敗。意気消沈していた所に紅葉から渡された貧乏神道具「あなたが望んだ夢ェ~」を装着し「理想の家庭」の夢を見てそのまま眠り込んでしまいライブ当日まで目を覚まさなかった。その後、夢の中に潜入して来た市子と互いの本音を言い合ってようやく「愛している」という言葉を伝え、誤解を解くことが出来た。
神界の道具である「要石」を身に着けており、そのために市子に幸福エナジーを吸収されなかった。「誰かに貰った」との事であるが記憶を操作されているらしく、この当時の出来事を覚えていなかった。市子の人生の裏に黒幕が潜んでいることを紅葉が気付く切っ掛けを作った人物。
5月1日生まれ、身長181cm、体重75kg。血液型B型。
桜 詩織（さくら しおり）
市子の母親。夫同様、多忙で家庭を疎かにしてしまっていた。撫子も知っている宝石ブランド「Bloomin'」のオーナーで現在はヨーロッパで仕事をしている。実家は会社経営をしていたが破産してしまい、自身も小さなデザイン会社で働いていた。そんな時に路上で歌っていた一馬と出会い、意気投合しそのまま同棲を始め数年後に籍を入れている。その後は市子を授かり、自分の仕事が認められ現在に至る。実業家として成功した後差し押さえられていた生家の屋敷（北海道函館市の旧函館区公会堂がモデル）を取り戻し、諏訪野を始めとした使用人たちを雇うようになった。一馬と同じく「要石」を身に着けている。また、市子の性格と容姿は詩織譲りらしい。夫を「一馬くん」と呼んでいる。
最終回では夫と共に帰国し、娘に彼氏が出来たと知って、夫婦共に恵汰に殺意を見せた。
11月25日生まれ。
諏訪野 菊之進（すわの きくのしん）
声 - 中博史 / 同左
市子の執事。4年前に妻を亡くし現在は独り身。市子が生まれた頃から面倒を見ており、彼女の良き理解者。かなり天然な行動をするところがある。ずっと市子の傍にいたせいで幸福エナジーを吸われてしまい、不幸エナジーによって心筋梗塞を起こして倒れてしまうが、緊急手術中に市子の幸福エナジーを受け回復。市子の計らいで職を辞し、その後すぐに再婚した。現在は地方で現妻の菫とともに2人暮らしをしており、市子とも手紙のやり取りをしている。
夏休みに市子がやって来るが、恵汰が宙汰を連れてやって来たため勘違いを起こし、一触即発の事態になる。恵汰に突っかかってばかりであったため、市子を怒らせてしまうが恵汰と話し合って和解し彼女に謝罪をしている。しかし、稽古に使用する丸太に恵汰の写真を貼ったり、自ら稽古に連れ出している。
10月5日生まれ、身長179cm、体重69kg。血液型A型。
諏訪野 菫（すわの すみれ）
諏訪野の再婚相手。格闘技が得意で、その実力は諏訪野と互角であり、それをきっかけに人生のパートナーとなる。市子を大切に思っている。
3月3日生まれ、身長165cm、体重54kg。血液型o型。

### 石蕗家
石蕗 梨香（つわぶき りか）
声 - 河原木志穂
石蕗家長女。14歳、中学2年生。石蕗家の家計や家事を担っており、兄弟の母親的存在。作中唯一と言ってよいほどの常識人。市子が初めて石蕗家を訪れた際金で全てを解決しようとする彼女を見て、それ以降快く思っていない。しかし再び市子が訪れた際は余りの変わり様に驚きを隠せずにいた。スタイル（特に胸囲）が良くない事について、密かにコンプレックスを抱いており、市子と嵐丸のスタイルを僻んでいるが、それだけに撫子を見て安堵したこともある。学校の成績は優秀らしく、1科目とは言え学年一位を取っている。作品後半では頬を赤らめて兄を想う姿が多くなり、ブラコンな面が強調されている。
10月31日生まれ、身長152cm、体重40kg。血液型A型。
石蕗 龍汰（つわぶき りゅうた）
声 - 下田麻美
石蕗家二男。小学生のわんぱく少年。親しい人間からは「龍」と呼ばれている。一言多い発言が多く、よく梨香に小突かれている。市子と恵汰の大喧嘩の後、ひょんなことから市子に助けられて以降はあだ名感覚で「乳子」と呼ぶ一方、彼女を慕っており好意を寄せている。たんぽぽの策略で石蕗家が大金持ちになった際には、お菓子の食べ過ぎで見る影も無い肥満体になってしまったが、市子に嫌われてしまう恐れから必死のダイエットを行い元の姿に戻っている。
9月10日生まれ、身長141cm、体重31kg。血液型O型。
石蕗 美香（つわぶき みか）
声 - 吉井彩実
石蕗家次女。小学生。背伸びしたがる年頃なのかマセた一面を持ち、市子のようなスタイルに憧れを抱いている。ピーマンが苦手だが、龍太に「好き嫌いをすると梨香姉みたいになるぞ」と言われ奮起し食べている。
12月12日生まれ、身長122cm、体重24kg。血液型O型。
石蕗 宙汰（つわぶき そらた）
声 - 秋奈
石蕗家三男。まだ言語を話すことができない乳児。美香におもちゃ扱い（女装）されている。たんぽぽの策略で幸フクロウの力で幸福エナジーが前倒しで使用された際、幼いためか幸福エナジーが無くなるのが早く、豪邸に引越ししてからずっと愚図っており、恵汰が目を話した隙に道路へ飛び出てしまい、スクーターの接触事故に遭い意識不明の重体になってしまう。しかし、市子から彼女の幸福エナジーを預かったタマのお陰で完全に回復した。昏睡状態の中で幸福エナジーを浴びた際、幼少期の市子に似た少女の姿を見ており、その少女の面影を持つ市子に懐くようになっている。
1月3日生まれ、身長65cm、体重8kg。血液型O型。

### 艶光路家関係者
艶光路 侘助（あでのこうじ わびすけ）
撫子の父。小太りで、妻の薊とは異なり温厚。妻と娘をこよなく愛し、彼女らに危害が及ぶと判断した際には、筋骨隆々の「艶光路パパアルティメットフォーム」へと変化する。
4月30日生まれ、身長155cm（艶光路パパアルティメットフォーム時は181cm）、体重84kg。血液型A型。
艶光路 薊（あでのこうじ あざみ）
撫子の母。関西弁を話す和風美人。家の繁栄を第一と考え、家中のしきたりには厳格。しきたりに背いた撫子を責めるが市子や夫の意見を聞き、彼女を許した。しかし懲りていないようで度々花嫁修業と称してお見合いをさせようと画策している。
12月15日生まれ、身長170cm、体重57kg。血液型A型。
艶光路 瑠璃（あでのこうじ るり）
撫子の妹。生まれた頃から体が弱かった為に海外で療養を受けていた。現在は回復し、最終回にて超飛び級で姉と同じ高校に転校してきた。撫子を「撫子お姉ちゃま」と呼び、憧れを抱いている。だが撫子は母から妹の存在を手紙で聞かされるまで、妹がいる事を知らず、初めて知った時は驚愕した。
蜂光 スネ梶郎（はちひかり すねかじろう）
大手株式会社・蜂光グループの次男坊で、撫子の許婚。一人称は「僕殿（ぼくどの）」。浮気癖があり、撫子のことも好いておらず、艶光路家の資産目当てで付き合いを続けている。しかし後に会社が倒産、撫子との縁談も白紙となった。
4月1日生まれ、身長172cm、体重58kg。血液型A型。

### サブキャラクター
海棠 要（かいどう かなめ）
赤具地高校1年のアキバ系の生徒。市子に「冴えない」と評されるなど小柄で貧弱な印象があり事実喧嘩の類は非常に苦手だが、市子のために不良に立ち向かう勇敢な一面を持つ。惚れやすい性格。
通学時に電車内で見かけた市子に一目惚れをする。諏訪野に似た雰囲気を持っていたこともあり、猛アタックの末、市子の心を一時は射止めたものの、告白の直前になって自分を応援してくれていた紅葉が好きなのだと気づき、彼女に告白した。紅葉はあくまで市子にダメージを与えるために彼を利用していただけだったが、さらにダメージを与えるためにその告白を受けた。しかし後日、新たな女性に恋をしたため、紅葉をも敵に回した。
9月23日生まれ、身長155cm、体重43kg。血液型A型。
龍胆 巌十郎（りんどう げんじゅうろう）
声 - 置鮎龍太郎
嵐丸の父親。空手道場の跡継ぎとなるよう、嵐丸に幼い頃から空手のワザを叩き込んでいた。硬派で正義感に溢れ、軟弱で着飾ったものが嫌い。また、娘の嵐丸が女性らしさに憧れを抱いていることに気が付いていない。妻は既に他界しており、現在は嵐丸と2人暮らし。
8月22日生まれ、身長189cm、体重105kg。血液型B型。
箕輪 胡桃（みのわ くるみ）
声 - 釘宮理恵
市子が小学生の頃に出会った少女。現在の市子のひねくれた性格を形成させた張本人で、男性にちやほやされるも本当の友達がいない市子に近付き、後に手酷く裏切った。また、中学校受験に失敗し市子とも離れた。その後の消息は不明だったが、小説版において意外な形の再登場を果たす。
5月14日生まれ、当時の身長141cm、体重33kg。血液型A型。
雄介
声 - 秋奈
市子の小学生の時の初恋相手。市子とは両想いの関係性にあったが、胡桃に騙されて市子を嫌うようになり絶縁状態となる。その後、市子と和解することなく引っ越してしまった。
二ノ宮 かすみ（にのみや かすみ）
石蕗梨香の同級生。眼鏡を掛けているお下げの少女で、市子ほどではないが嵐丸以上の巨乳の持ち主。家族関係が上手くいっていないことに悩んでいた。チンピラに絡まれているところを熊谷に助けられ、一目惚れをする。帰宅せずに熊谷の後を付いていくものの、熊谷に帰るように促される。しかしその帰り道、再びチンピラに絡まれてしまうが、駆け付けた両親と熊谷に助けられる。番外編で再登場した。
12月11日生まれ、身長155cm、体重47kg。血液型A型。
青木 翼（あおき つばさ）
関西弁を喋る高校生男児の幽霊。無念を多く残し亡くなっていた。成仏のために石蕗と市子の恋仲を引っ掻き回していたが、最終的に改心し成仏した。
7月31日生まれ、身長181cm、体重68kg。血液型O型。
かんな
本作のキーパーソン。市子の前世であるためか彼女と似た容姿をした女性で、市子同様にかつて膨大な幸福エナジーを生まれながら持ってしまった人間。全てを守るべくエナジーを使い切り死んだとされる。享年16。雲外鏡の力で市子と対面し、牡丹への言葉を言付けた。
碇とは山で食材集めをしているときに出会い、相思相愛の仲となる。料理の腕は市子と同じく壊滅的で、碇に「自分の知っているおかゆではない」と言われ、碇に料理を教わるが、なかなか上達しなかった。銀杏とは幼い頃からの友人であり、友好関係を築いていた。自身が所持するエナジーを人々のために使っていたが、最期は花菱の不幸エナジーが入れられた碇を守るために業徳の熊手でエナジーをすべて与え、碇を神に転生させて死んだ。
4月22日生まれ、身長156cm、体重47kg。血液型B型。スリーサイズはB95/W59/H84。
日下 蓮（くさか れん）
本編ラストシーンに登場した眼鏡を掛けている男子学生。紅葉が新たに取り憑いた相手であるが、本編からどれだけ時間が経過した後なのかは不明。出番はわずか1ページで名前も分からなかったが、単行本にて本名と、「作中初期の市子と同じくらい性格が悪くて裏表がある」ことと「大量の不幸エナジーを所持し、人に不幸を与えることができる」ことが明かされている。

### 小説版オリジナルキャラクター
※名前の読みは明確に判明していない限りそのまま表記する。
超絶不幸な少女
人並み外れた量の不幸エナジーを持ち、苦難に満ちた日々を送っている。周囲の人間を尽く不幸に巻き込んでしまうことからあだ名は「貧乏神」。ひょんなことから碇の人探しに協力させられる。昔酷く傷つけてしまった女の子のことをずっと気にかけている。
布袋 葵（ほてい あおい）
宣招学園女学院高等部1年の生徒。最初は超絶不幸な少女を「貧乏神」と陰口を叩いて嫌っていたが、あることがきっかけで、恋愛感情を抱くようになる。
7月11日生まれ。
茨木 紫
宣招学園女学院高等部の教師。1年のクラスを担任に持つ。
マーガレット・ボビー
高い霊力を持つ少女。アフロで褐色の肌。自らと母を捨て、日本で痴態を繰り返す父親を憎み殺そうともくろんでいる。アメリカ出身で日本についてのイメージがズレている。
怠惰な生活を送る大学生
その昔、研修中の紅葉のターゲットとなった男。典型的なダメ人間で紅葉に幸福エナジーを奪われた。

## 作中における神の概念
作者によれば、作中の「神」は何も無い場所から生まれる場合と、人間のように親から生まれる場合の二種類のパターンがあるとしている。そのため神界出身の純粋な神がいれば、溜まったエナジーの影響で神に転生した者もいる。また、人に仇なす神を悪神（あくじん）と称されている。
貧乏神（びんぼうがみ）
人に不幸を与えるが、「本当の幸せ」を見つけさせる役割を併せ持つ。大半は、自立行動可能なぬいぐるみの使い魔を連れている。作中では全員、貧乳である。
福の神（ふくのかみ）
人に幸福を与える役割を持つ。
死神（しにがみ）
人の魂を狩る役割を持つ。
疫病神（やくびょうがみ）
人に病を与える役割を持つ。
付喪神（つくもがみ）
溜まったエナジーで意思を持つようになり、神に転生した道具を指す。
招き猫（まねきねこ）
溜まった幸福エナジーで神に転生した猫を指す。
水神（すいじん）
水を司る神。龍の姿をしている。

## 用語解説

### 貧乏神道具
素価疑〜（スカウター）
幸福・不幸エナジー両方の数値を計ることができるアイテム。鼻眼鏡にしか見えない。ついでに身長とスリーサイズもわかる。主に熊谷が利用する。
田中さ〜ん ♡ そろそろ…お注射の時間…DEATH…よ
幸福エナジーを吸い取ることができる巨大で極太な注射。痛みはしっかり感じられるようになっているという。奇妙なネーミングは、紅葉が台詞もろくに考えないままキメようとしたことが原因。
エナジーバリア発生装置
貧乏神の不幸エナジーをバリアに変換する事によって、吸い寄せた幸福エナジーを元の持ち主に跳ね返す事ができるアイテム。象の形をしたじょうろにしか見えない。
エナジーバリア発生装置ストラップフォルム
幸福エナジーの高い人が使えば不幸を跳ね返す事が出来るアイテム。エナジーバリア発生装置をストラップにした形をしている。
生き地獄耳
遠く離れた人の声を聴く事ができるアイテム。うさ耳カチューシャにしか見えない。
打ち出の棟梁
時空拡張アイテム。打ち出の小づちに胴体が生え、顔がついたような容姿。紅葉はこのアイテムを使って市子の部屋のクローゼットを広げまくっていた。
貧困さん いらっしゃ〜い
神界から助っ人を召喚するアイテム。一見すると、ただの釣り竿にしか見えない。針を食わせるのではなく、針が獲物を銜えて引っ張ってくる。
呪いの藁人形マンさん
藁人形の中心に刺さっている五寸釘を抜けば、半径5m以内にいる者を不幸にするアイテム。『帰って下さい。』にも登場。
呪いの藁人形マンさん type -MINI-
藁人形の中心に刺さっている五寸釘を抜けば、半径1m以内にいる者を不幸にするアイテム。
がぶりエル2003
幸福エナジーを吸収できると同時に痛みまでも与えられるというトラップ型吸収器。
がぶりエル2005
2003と同様の効果を持つ入れ歯型吸収器。
絡まレッテル
初心者マークに「かかって来やがれ」と書かれたアイテム。これを貼り付けられた人間は30分間、他人から絡まれ続ける。
瞬間移動アイテム首吊ルーラー
首に紐を引っ掛けることで瞬間移動が可能になるアイテム。どう見ても首吊りそのもので、市子にも仕掛けられたのだが幸福エナジーのお陰か生きて移動している。
しゅしゅっとひと吹き 恨みつらみ反射スプレー
所持者のエナジーを霧状に変えることが出来るアイテム。所持者自身の体に吹きつけると、所持者に対して敵意や殺意を向けた人間を不幸にすることが可能。
トラウマ聴診器
他人に触れられたくない過去の秘密を聞き出すことが可能になるアイテム。トラの耳がついたヘッドフォンにウマの蹄がついている。一度は龍胆に壊されてしまったものの、セロハンテープ等で補強すれば使用可能。
性格逆転キャンディ あまのじゃくし
食べると人格が普段と逆になってしまうアイテム。
大・損（だいそん）
幸福エナジーを吸い取ることができる掃除機型吸収器。キャッチコピーは「吸引力が変わらない」。
あなたがタワシにくれたもの
激痛を与えると同時に傷口から幸福エナジーを吸収するアイテム。見た目はただのタワシ。
変わる輪ヨ ♡
一度着用した服装に限り、瞬時にコスプレができるアイテム。
変わる輪ヨ ♡ ・改
別人に1時間だけ瞬時に変装できるアイテム。
はなさんかジジイ
「ポチ」と呼ぶと半径1kmのものを全て灰にしてしまうアイテム。ミサイルの先端に犬の顔が付いている。
交替包帯（こうたい ほうたい）
入れ替わりたい人と自身とをこの包帯で巻くと、互いの精神を入れ替えることが出来るアイテム。
合体包帯
合体したいものと自身とをこの包帯で巻くと、合体させることが出来るアイテム。
市子と紅葉が合体した際には幸福/不幸エナジー量が均等となるため、「並」になる。前髪を左分けにすると市子の人格に、右分けにすると紅葉の人格になる。バストサイズも2人を足して2で割ったサイズ（B〜Cカップ）である。名前は、乳子と紅葉で「乳揉み子」（懋琵威命名）。
ハーレー・ダビッドさん
水陸両用高速移動が可能のバイク型のアイテム。運転手の幸福エナジーを動力源として動き、本気を出せば空をも飛べる。
いい旅 海気分
水中で使うと世界中の海や川へ行き来が出来るアイテム。
召しませ ♡ マーメイ丼
見た目はただの海鮮丼だが、これを食べることにより魚の姿に変身出来るアイテム。丼の半分の量を食べれば人魚に、一杯を食べきると完全な魚の姿になれる。
透けるんです♡
撮られると体が透け、周囲から見えなくなるアイテム。見た目はレンズ付きフィルム。
エナジーリーダー コピっとな♡
他人のエナジーをコピー出来るアイテム。自分のエナジーを他人にコピーすることも可能。
猫イラーズ
子ネズミ（敵）を捕える猫型ロケット。
肉々しい奴め
身体にくっつけることで肉体と一体化することができ、胸に装着すれば貧乳から巨乳に変身可能。
Let's逃現郷（レッツとうげんきょう）
1滴、飲料に混ぜるだけで大人の気分（酒気帯び状態）を味わえるアイテム。
そんなバナナ
突如足下に現れ、相手を転倒させられる嫌がらせアイテム。見た目は、ごく普通のバナナの皮。
エナジースプリンクラー 散布っぷ
不幸エナジーを周囲に撒き散らすことの出来るアイテム。散布量はランダム。
オマエノモノハ オレノモノ スティック
見た目は星型と月型のステッキで、これを所有する者同士の幸福エナジーを使うことが出来るアイテム。ステッキが呪文を唱えると変身。しかしこれは紅葉の市子らに対する単なる嫌がらせである。
心弾ヨワーキ
打ち抜かれた者はその名の通り弱気になるアイテム。他にもツヨーキ・ノンーキなどいろいろな種類がある。
イキナリ!闘魂伝説
無機質のものに意志（闘魂限定）を与えられるゴング型アイテム。
夢見ル少女ジャイラレンモナイト
絵本の内容を現実に引き出す道具。若干劇画タッチで具現化させるので子供の夢を壊すのに最適なただの嫌がらせアイテム。
七悪戦隊タイザイン
人間が普段抑えている憤怒、嫉妬、強欲、傲慢、怠惰、暴食、色欲を本人に代わって実行・実現するただの嫌がらせアイテム。
隊員は、憤怒レッド、嫉妬ブルー、強欲ブラック、傲慢グリーン、怠惰ホワイト、暴食イエロー、色欲ピンクの７人である。
あなたが望んだ夢ェ~
羊型の帽子。装着すると自分が理想とする夢を見ることができるが、その夢にのめり込むと一切目覚めなくなる。複数使用すると夢の介入を行うことができる。
脳内神経伝達物質活性化団服セット・飛璃雄殿夢光江（ピリオドの向こうへ）
装着すると応援団員のような白の団服姿になり、性格が変化する。紅葉曰く「応援するのでなく応援される事でパワーアップ」する道具。
恵汰は初陣で梨香の応援を初めとして市子（中身は入れ替わった懋琵威）応援を受けて苦戦していた文車妖妃を撃破した。
ずぼらハウス+364
1泊して出てきたら、その1日の生活を1年間続けた姿になるずぼらな奴に打ってつけのアイテム。
実際紅葉は、これでダイエットに失敗してパワフルな体になっている。
一寸帽子
頭にかぶるとミクロサイズになる帽子型アイテム。
修行用人型変形ロボ 変身 ☆ カラクリン
髪の毛を1本取って食べさせると、食べた髪の毛の持ち主と体力や攻撃力といった基本ステータスと姿が同じになり、一度受けた攻撃を自分のものにする成長型修行アイテム。
髪の毛の持ち主によって姿が異なる。嵐丸と桃央修行の時は「嵐丸ステイツ」。撫子を騙した時は「石蕗ステイツ」。起動する時は「○○、オン」と効果音が鳴る。
異空間移動列車 茶釜トレイン・コンパクトカスタム
市子が紅葉を助けに貧乏神界行くために使用した列車型アイテム。巨大プラモデルのようなもので1から作らなければいけない。組み立て所要時間5時間。
業徳の熊手
苧環が開発した熊手型アイテム。エナジーだけでなく魂まで抜きとることができる。今は碇が所持している。

### 福の神アイテム
福助ハ吹ク 福ノ吹キ矢（ふくすけはふく ふくのふきや）
伊吹が持ち出したアイテム。吹き矢を持っている福助人形で、ひと吹きするだけでその吹いた人物の幸福エナジーを与えることが出来る。加減が難しいらしい。
叫べ!! 幸フクロウ（さけべ ふくふくろう）
元は今際の人間に対して使用されるアイテムで、幸福エナジーを前倒しすることが可能。見た目はごく普通のフクロウの置物。
強欲戒メンタル（ゴウヨクイマシメンタル）
一見すると首輪にベルが付いたもの。幸福エナジーの発動を感知すると、これを装着している者に電撃を流すという懲罰アイテム。

### 付喪神アイテム
物質入魂板 命☆紅（ぶっしつにゅうこんいた いのちくれない）
付喪神を作り出す卓球ラケット型アイテム。
記憶や感情を詰め込んだ付喪神の魂である御魂をラケットで物に当てて付喪神を生み出す。柄の部分で強く叩くと本来の姿に戻ると同時に御魂も出てくる。
付喪神専用形状変型薬（トランスフォ～～～ム）
付喪神の姿を戦闘機やロケットなどに変身させるカプセル薬型アイテム。変身は自分の思いのままにできる。
機動戦士塵塚怪王（きどうせんしちりづかかいおう）
小さなねじのような物を人に取り付けて物にしてしまうアイテム。使用者が呪文のようなものを唱えると物になった人は使用者の体に吸収され、その使用者は巨大化する。そしてパワーも幸福エナジーも多くなる。

### その他のアイテム
蘇民将来（そみんしょうらい）
懋琵威が作った悪神・悪霊退治道具で、お札がついた木刀の武器。懋琵威お手製の体操着（巫女衣装）を着ることで更に霊力が高まるらしいが、根拠はない。幸福エナジーを具体化（十二支を召喚）することが出来る。市子が懋琵威から貰い、対紅葉用として度々使用している。
御札と柳の木があれば量産可能。以前から存在していた技術なのか、懋琵威の道具が有名なのかは不明だが、市子が初めて使用した時には紅葉は既にその存在を知っていた。
犬笛（いぬぶえ）
犬神を召喚するための犬型の笛。吹くと「ワオーーン!!」という犬の遠吠えが鳴り、犬神が現れる。ただし、犬神が黄泉の国にいる場合は現れない。
要石（かなめいし）
伊吹が市子に手渡した、巨大な力を制御するために使われてきた神聖な石。肌身離さず身につけていることで、周囲の人間・動物から幸福エナジーを吸収することがなくなるらしい。
市子が幸福エナジー吸収体質を抑制するために伊吹から貰い身に着けている。詳細は不明だが、桜夫妻は市子が幼い頃からこれを所有している。
数珠・ザ・Hyper（じゅず・ざ・はいぱー）
懋琵威の神通力を練りこんだアイテム。見た目はただの数珠だが、身につけるとその部位の能力を飛躍的に高められる。目の近くにもってくれば視力も倍増する。
天之尾羽張（アメノオハバリ）
「神殺し」を行うことができる異剣。神を抹殺するための武器であるため、人間には殺傷能力がない。

### 地域・舞台
和歌山県和歌山市内をモデルにしているものが多い。
仏女津市（ぶつめつし）
市子や石蕗一家、嵐丸といった主要人物達が暮らす街。
泰庵高校（たいあんこうこう）
市子や恵汰、撫子などが通う高校。和歌山県和歌山市直川にある私立開智中学校・高等学校（作者の出身校）がモデル。
赤具地高校（せきぐちこうこう）
海棠が通う高校。
神界（しんかい）
紅葉ら貧乏神や福の神、死神などが暮らす世界。極初期には「たかまがはら」と呼ばれていた。神の種族に合わせ「貧乏神界」「福の神界」と区別される地域がある。
黄泉の国（よみのくに）
死んだ神や人間の魂がたどり着く世界。

## 書籍情報

### 漫画本編
- 助野嘉昭 『貧乏神が!』 集英社〈ジャンプ・コミックス〉、全16巻
  1. 2008年11月9日第1刷発行（11月4日発売[集 1]）、ISBN 978-4-08-874577-0
  2. 2009年4月8日第1刷発行（4月3日発売[集 2]）、ISBN 978-4-08-874647-0
  3. 2009年5月6日第1刷発行（5月1日発売[集 3]）、ISBN 978-4-08-874686-9
  4. 2009年9月9日第1刷発行（9月4日発売[集 4]）、ISBN 978-4-08-874733-0
  5. 2009年12月9日第1刷発行（12月4日発売[集 5]）、ISBN 978-4-08-874780-4
  6. 2010年3月9日第1刷発行（3月4日発売[集 6]）、ISBN 978-4-08-870031-1
  7. 2010年7月7日第1刷発行（7月2日発売[集 7]）、ISBN 978-4-08-870078-6
  8. 2010年11月9日第1刷発行（11月4日発売[集 8]）、ISBN 978-4-08-870135-6
  9. 2011年3月9日第1刷発行（3月4日発売[集 9]）、ISBN 978-4-08-870201-8
  10. 2011年8月9日第1刷発行（8月4日発売[集 10]）、ISBN 978-4-08-870280-3
  11. 2011年12月7日第1刷発行（12月2日発売[集 11]）、ISBN 978-4-08-870348-0
  12. 2012年4月9日第1刷発行（4月4日発売[集 12]）、ISBN 978-4-08-870408-1
  13. 2012年7月9日第1刷発行（7月4日発売[集 13]）、ISBN 978-4-08-870471-5
  14. 2012年11月7日第1刷発行（11月2日発売[集 14]）、ISBN 978-4-08-870540-8
  15. 2013年3月9日第1刷発行（3月4日発売[集 15]）、ISBN 978-4-08-870637-5
  16. 2013年9月4日第1刷発行（9月4日発売[集 16]）、ISBN 978-4-08-870811-9

### 小説
- 助野嘉昭（原作・イラスト） / 田中創（著者）、集英社〈ジャンプ ジェイ ブックス〉
  - 『貧乏神が! 泰庵高校連続殺人事件』2012年4月9日第1刷発行（4月4日発売）、ISBN 978-4-08-703262-8
  - 『貧乏神が! 泰庵高校大怪獣決戦!!』2012年7月9日第1刷発行（7月4日発売）、ISBN 978-4-08-703267-3

## ヴォイスコミック
集英社のヴォイスコミック「VOMIC」として、2010年5月にジャンプ専門情報番組『サキよみ ジャンBANG!』にて放送され、同年6月から2012年4月までVOMIC公式サイトで配信された。各3分、全4話。

## テレビアニメ
2012年7月から同年9月まで、テレビ東京ほかにて放送された。全13話。
メインスタッフは監督の藤田陽一をはじめ、アニメ版『銀魂』を担当した面々が多く占めており、他作品のパロディを用いる作風やスポンサークレジット時のレイアウトなども『銀魂』と同様となっている。深夜アニメとしては珍しくOPとEDに歌詞字幕が付いている。
関東圏と関西圏におけるテレビ東京と毎日放送の組み合わせによる深夜アニメの放送形態は、毎日放送製作作品『フォーチュン・クエストL』以来である。毎日放送プロデューサーの丸山博雄が「協力」としてクレジットされているうえ、テレビ東京の系列局であるテレビ大阪以上に広いエリアを持つ毎日放送で放送されたことにより、関西圏ではテレビ大阪の映らない地域でも本作品を視聴できた。

### スタッフ
- 原作・エンドカードイラスト - 助野嘉昭（集英社「ジャンプSQ.」連載中）
- 監督 - 藤田陽一
- シリーズ構成・脚本 - 下山健人
- チーフディレクター - 河村智之
- アニメーションディレクター - 鈴木幸江、石川てつや、西村聡
- キャラクターデザイン・総作画監督 - 田辺謙司
- プロップデザイン - 鈴木幸江
- 美術監督 - 渋谷幸弘
- 色彩設計 - 柴田亜紀子
- 撮影監督 - 花井延昌
- 編集 - 小野寺絵美
- 音楽 - 浜渦正志
- 音楽プロデューサー - 黒田学
- 音楽制作 - ソニー・ミュージックエンタテインメント、サンライズ音楽出版
- 音響監督 - 小林克良
- プロデューサー - 紅谷佳和、森田真好、斎藤朋之
- 制作 - サンライズ
- 製作 - 「貧乏神が!」製作委員会（集英社、テレビ東京、サンライズ、バンダイビジュアル、電通、サンミュージックプロダクション）[36]

### 主題歌
オープニングテーマ「Make My Day!」
作詞 - ピコ、samfree / 作曲・編曲 - samfree / 歌 - ピコ
第13話ではEDテーマとして使用。
エンディングテーマ「恋暴動」
作詞・作曲 - 坂口喜咲 / 編曲 - 大久保友裕 / 歌 - HAPPY BIRTHDAY
第6話では紅葉がカラオケのシーンで歌っていた。第13話ではOPテーマとして使用。
挿入歌「天城越え」
歌 - 紅葉（内山夕実）
第8話で使用。紅葉がカラオケのシーンで歌っていた。

### 各話リスト
サブタイトルは原作同様、作中の台詞から引用されている。
| 話数       | サブタイトル                                                                                  | 絵コンテ          | 演出           | 作画監督                     | 総作画監督 |
| ---------- | --------------------------------------------------------------------------------------------- | ----------------- | -------------- | ---------------------------- | ---------- |
| Round 1!   | 「神は神でも貧乏神じゃなくて貧乳神の間違いじゃないの?」                                       | 藤田陽一          | 河村智之       | 田辺謙司                     | 田辺謙司   |
| Round 2!   | 「これぞまさに『神と少女の戦いが今、始まる――』って感じネ♥」                                   | 河村智之          | 中島大輔       | 天崎まなむ                   | 田辺謙司   |
| Round 3!   | 「お前に命令されるのはなんか腹立つ!!!」 「なんかって何!!?」                                   | 誉田晶子          | 誉田晶子       | 長生中 鎌田祐輔              | 鈴木幸江   |
| Round 4!   | 「縮んど〜るやな〜いか!」                                                                     | 益山亮司          | 清水一伸       | 高橋優也                     | 田辺謙司   |
| Round 5!   | 「どっちが貧乳なのかな〜?ん?ん!?ん!!?」                                                       | 河村智之          | 高田淳         | 小野田貴之                   | 田辺謙司   |
| Round 6!   | 「目を開けろおおおおっ!!!!」                                                                  | イケノショウジ    | イケノショウジ | 野田康行                     | 鈴木幸江   |
| Round 7!   | 「いわゆる男として育てられちゃったパターン?」                                                 | 倉田綾子          | 倉田綾子       | 岩岡優子 君野敏 小島彰       | 鈴木幸江   |
| Round 7.5! | 「今日のことは一生忘れねーよ!!」                                                              | 倉田綾子          | 倉田綾子       | 岩岡優子 君野敏 小島彰       | 鈴木幸江   |
| Round 8!   | 「名前で呼んで」                                                                              | 河村智之          | 高田淳         | 天崎まなむ 田辺謙司          | -          |
| Round 9!   | 「えっ!!!今さらっと言ったね!?」                                                               | 吉田泰三          | 松本マサユキ   | 長生中 鎌田祐輔              | 鈴木幸江   |
| Round 9.5! | 「2分でこうなるワケねーだろ!!!!」                                                             | 吉田泰三          | 松本マサユキ   | 長生中 鎌田祐輔              | 鈴木幸江   |
| Round 10!  | 「カボチャ嫌いの子供にカボチャを食べさすため こっそりシチューに混ぜておくみたいなもんですよ」 | 竹内浩志          | 竹内浩志       | 豊田暁子 西島加奈 崎本さゆり | 鈴木幸江   |
| Round 11!  | 「…誰!?」                                                                                     | 吉村愛            | 中島大輔       | 小野田貴之                   | -          |
| Round 12!  | 「いつか名前で呼んで」                                                                        | 吉田泰三          | 米田光宏       | 野田康行 中野圭哉            | 鈴木幸江   |
| Round 13!  | 「それもう答え出てるだろ」                                                                    | 藤田陽一 河村智之 | 河村智之       | 田辺謙司 鈴木幸江            | -          |

### 放送局
| 放送地域   | 放送局             | 放送期間                | 放送日時                     | 放送系列          | 備考                                                                       |
| ---------- | ------------------ | ----------------------- | ---------------------------- | ----------------- | -------------------------------------------------------------------------- |
| 関東広域圏 | テレビ東京         | 2012年7月5日 - 9月27日  | 木曜 1:50 - 2:20（水曜深夜） | テレビ東京系列    | 製作委員会参加                                                             |
| 愛知県     | テレビ愛知         | 2012年7月6日 - 9月28日  | 金曜 1:30 - 2:00（木曜深夜） | テレビ東京系列    |                                                                            |
| 近畿広域圏 | 毎日放送           | 2012年7月6日 - 9月28日  | 金曜 2:55 - 3:25（木曜深夜） | TBS系列           |                                                                            |
| 日本全域   | バンダイチャンネル | 2012年7月6日 - 9月28日  | 金曜 12:00 更新              | ネット配信        | 有料会員向け先行配信                                                       |
| 日本全域   | バンダイチャンネル | 2012年7月6日 - 9月28日  | 金曜 19:00 - 19:30           | ネット配信        | 無料生放送                                                                 |
| 日本全域   | バンダイチャンネル | 2012年7月6日 - 9月28日  | 金曜 23:00 - 23:30           | ネット配信        | 無料生放送                                                                 |
| 日本全域   | AT-X               | 2012年7月12日 - 10月4日 | 木曜 8:30 - 9:00             | CS放送            | リピート放送あり 最終話は20:30 - 21:00に放送                               |
| 韓国全域   | ANIPLUS            | 2012年7月14日 - 9月29日 | 土曜 0:00 - 0:30（金曜深夜） | CS放送 ネット配信 | リピート放送あり 韓国語字幕あり 初回は第1話と第2話の連続放送 (0:00 - 1:00) |
| 熊本県     | 熊本放送           | 2012年7月16日 - 10月8日 | 月曜 1:50 - 2:20（日曜深夜） | TBS系列           |                                                                            |

## Webラジオ
『TVアニメ「貧乏神が!」webラジオ「もっと激しくお願いしますっっ!!」』のタイトルで、2012年7月13日から9月21日までアニメイトTVにて隔週金曜に配信された。
パーソナリティ
- 下野紘（犬神桃央 役）

ゲスト
- 第1回 - 内山夕実（紅葉 役）
- 第2回 - 内山昂輝（石蕗恵汰 役）、助野嘉昭（原作者）、タマ〜ダ（原作担当編集者）
- 第3回 - 神田沙也加（艶光路撫子 役）
- 第4回 - 戸松遥（龍胆嵐丸 役）
- 第5回 - 川原慶久（懋毘威 役）
- 第6回 - 花澤香菜（桜市子 役）

## 『帰って下さい。』

### あらすじ
彼女が出来、幸せの絶頂にいた主人公・椿屋吾郎の前に、貧乏神育成学校卒業検定のために人間界へ訪れた貧乏神見習い・紅葉が現れる。特定の人間に取り憑き、不幸エナジーを収集しなければ帰れないのだという。

### 登場人物
椿屋 吾郎（つばきや ごろう）
本作の主人公の男子高校生。思いを寄せていた同級生の佐倉に告白し見事成功する。
紅葉（もみじ）
貧乏神育成学校、私立運無威（うんない）学園4回生の貧乏神見習い。卒業実技検定のため、人間界へ訪れた。
佐倉（さくら）
吾郎の彼女。好きな男性のタイプは「朝青龍みたいな人」。